# Pluneret
Pluneret [plynʁɛt] est une commune française, située dans le département du Morbihan en région Bretagne.

## Géographie
Pluneret fait partie du parc naturel régional du Golfe du Morbihan.
Pluneret est une commune du littoral morbihannais, délimitée à l'ouest par la rivière d'Auray (Le Loch), et à l'est par la Rivière du Bono (Le Sal), prolongements du golfe du Morbihan.
Elle s'étend sur 2 619 hectares à 15 kilomètres de Vannes, chef-lieu du département, et à 5 kilomètres d'Auray, chef-lieu du canton.

### Communes limitrophes

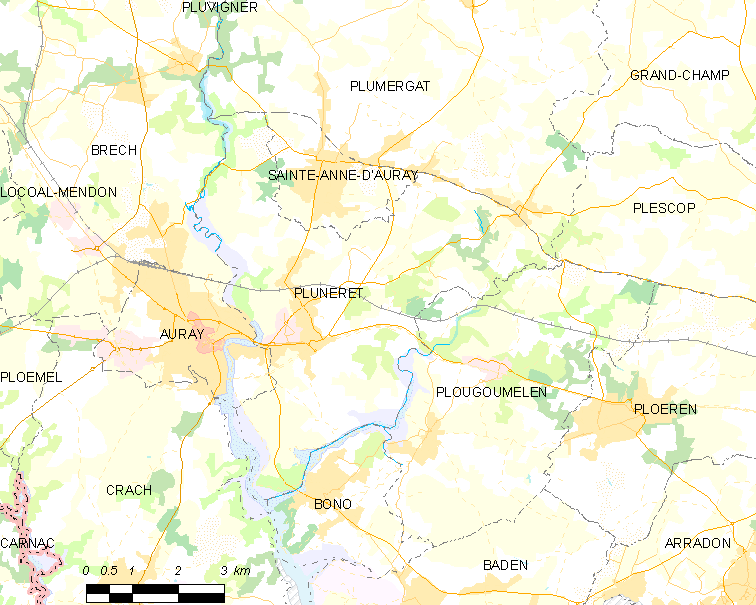
Carte de la commune de Pluneret et des communes avoisinantes.

Le territoire est bordé au nord par Sainte-Anne-d'Auray et Plumergat, à l'ouest par Crac’h, Auray et Brech, à l'est par Plescop et Plougoumelen, au sud par Le Bono. Le hameau de Mériadec est à cheval sur les communes de Plumergat et Pluneret.
| Brech | Sainte-Anne-d'Auray, Plumergat | Plescop      |
| Auray | Pluneret                       |              |
| Crach | Bono                           | Plougoumelen |

### Relief et hydrographie
Le finage de Pluneret est compris entre 58 mètres (dans la partie nord-ouest du territoire communal, entre les hameaux de Keriolen et Porho) et le niveau de la mer ; les altitudes dépassent aussi une cinquantaine de mètres dans la région de Mane er Groez ; dans l'ensemble elles s'abaissent en allant vers le sud de la commune où les points les plus élevés ne dépassent guère la trentaine de mètres et même 22 mètres dans la presqu'île de Kerisper. Le bourg est vers une trentaine de mètres d'altitude.
| - Carte topographique de la commune de Pluneret. |

Le territoire communal est limité à l'ouest par la Rivière d'Auray (qui est la ria du Loc'h et est parfois nommée rivière de Tréauray pour sa partie située en amont du port et pont de Saint-Goustan) et au sud par la Rivière du Bono (dite aussi Sal), qui sont en fait malgré leurs noms deux rias pénétrant profondément dans les terres et soumis à l'influence des marées (notamment dans l'Anse du Palud du Ster en amont, et dans la Vasière de Kerdaniel en aval de Saint-Goustan). Depuis l'annexion de Saint-Goustan par Auray, Pluneret est à deux endroits riverain de la rive gauche de la Rivière d'Auray, en amont et en aval de la région de Saint-Goustan et de Kerplouz ; en amont des hameaux de Torlor le Loc'h est un simple fleuve côtier non soumis à l'influence des marées.

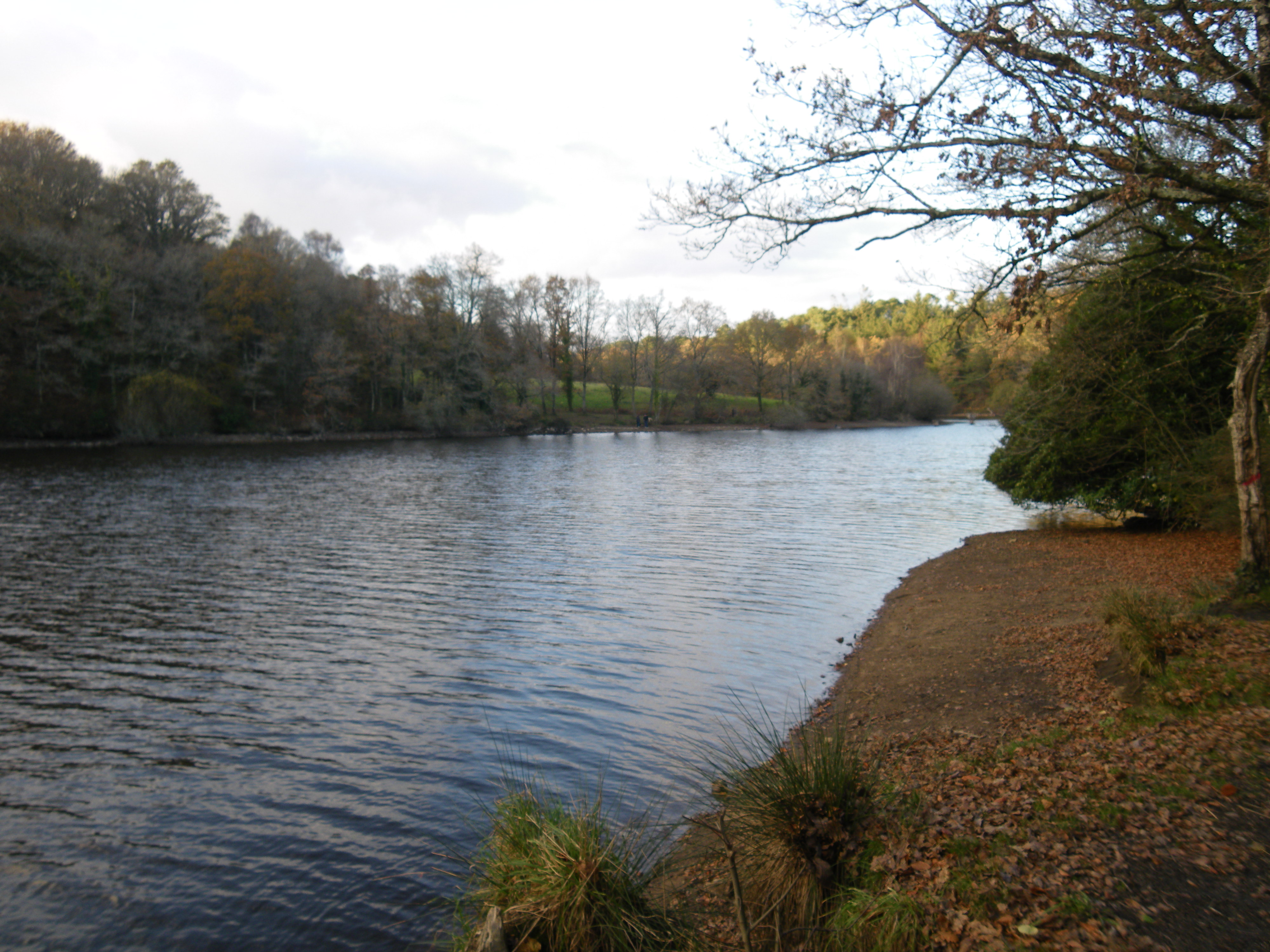
Le Loc'h (Rivière d'Auray) à hauteur de Treulen (en amont de Saint-Goustan).
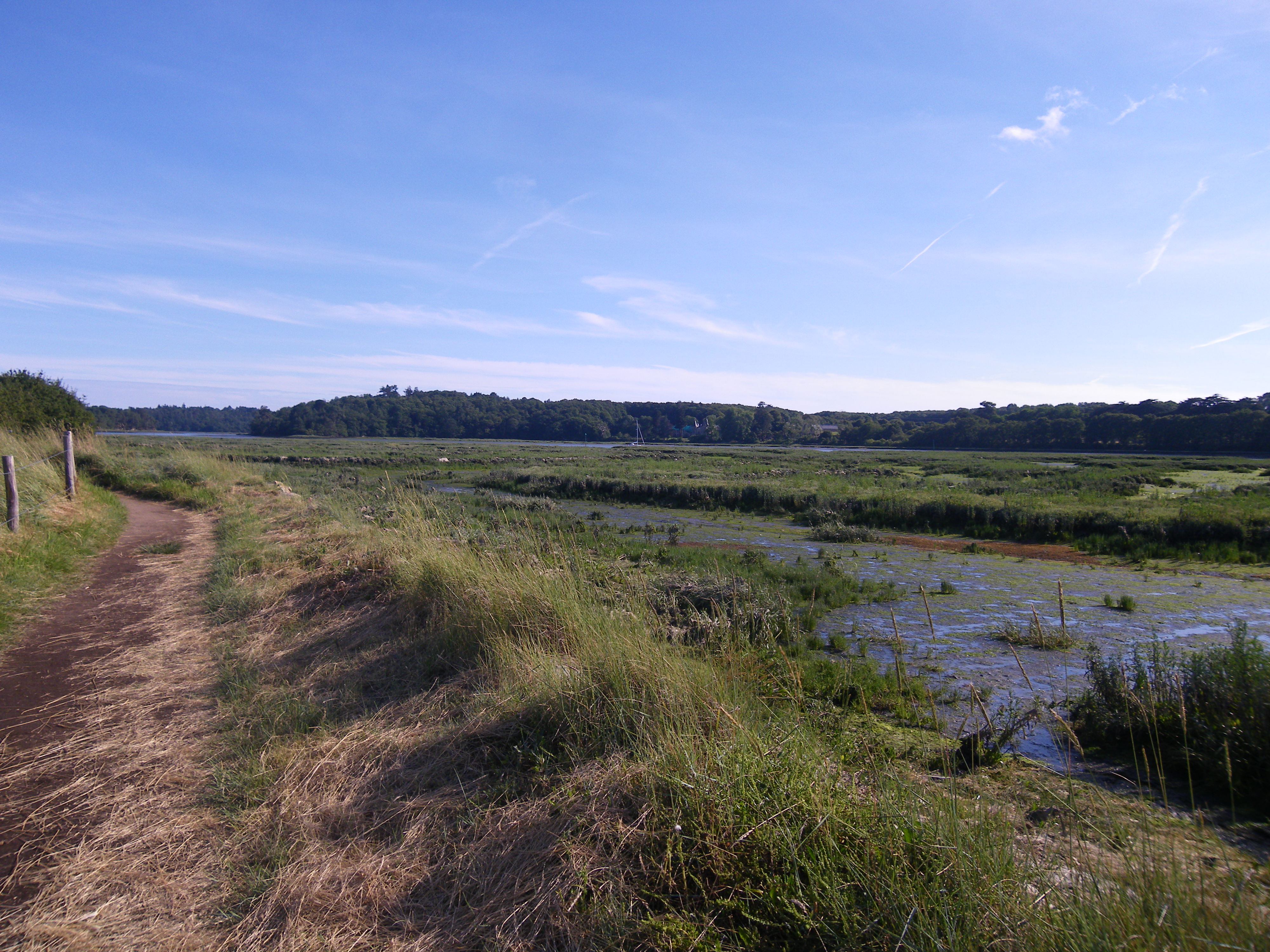
La Vasière de Kerdaniel et le sentier littoral longeant la rive droite de la Rivière d'Auray.
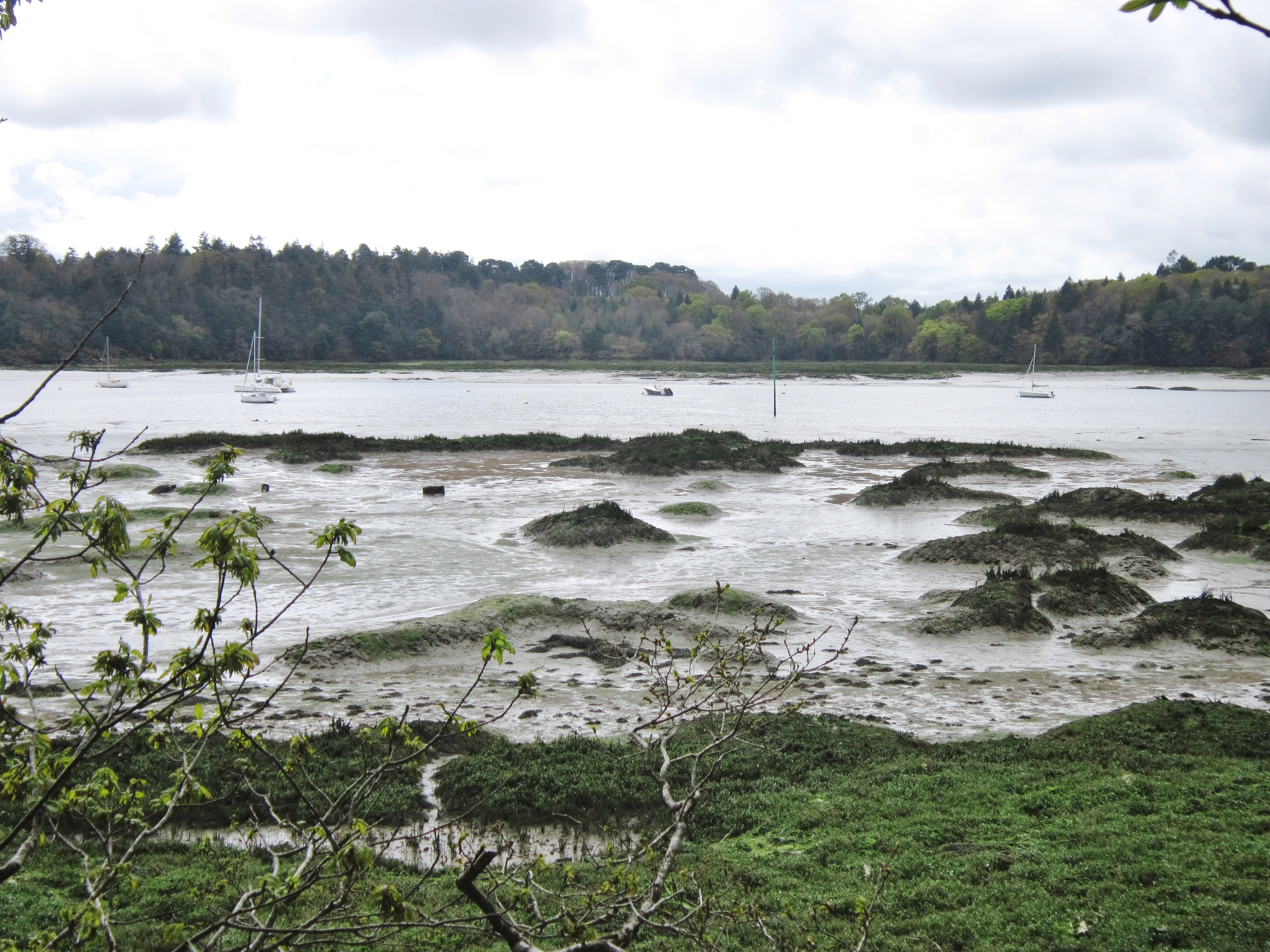
Slikke et schorre sur la rive gauche de la Rivière d'Auray au nord de la Pointe de Kerisper.

Au Sud la rive droite de la Rivière du Bono, qui limite donc Pluneret, est caractérisée par de longues vasières de slikke et schorre découvrant à marée basse et qui s'élargissent profondément au niveau des vallées des petits cours d'eau affluents de rive droite, notamment au nivau de l'Anse de Tenno, de celle d'En Ten Nuy (au nord-est de Sainte-Avoye) et de celle du Govillo. La Presqu'île de Kerisper est située à la confluence entre les deux rias précitées, son extrémité étant la Pointe de Kerisper.

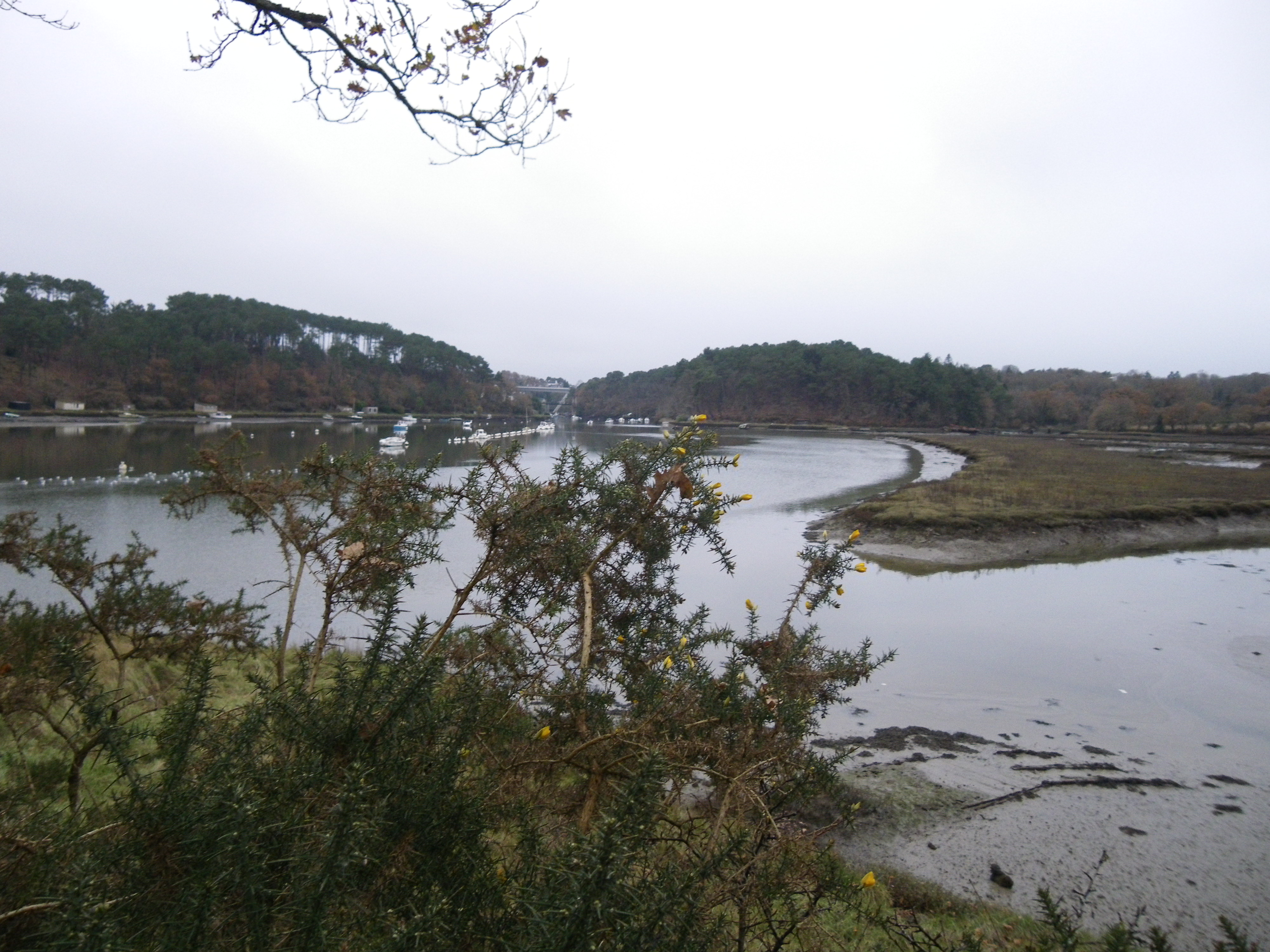
La rivière du Bono (à droite de la photographie le côté Pluneret et le marais maritime du Govillo).
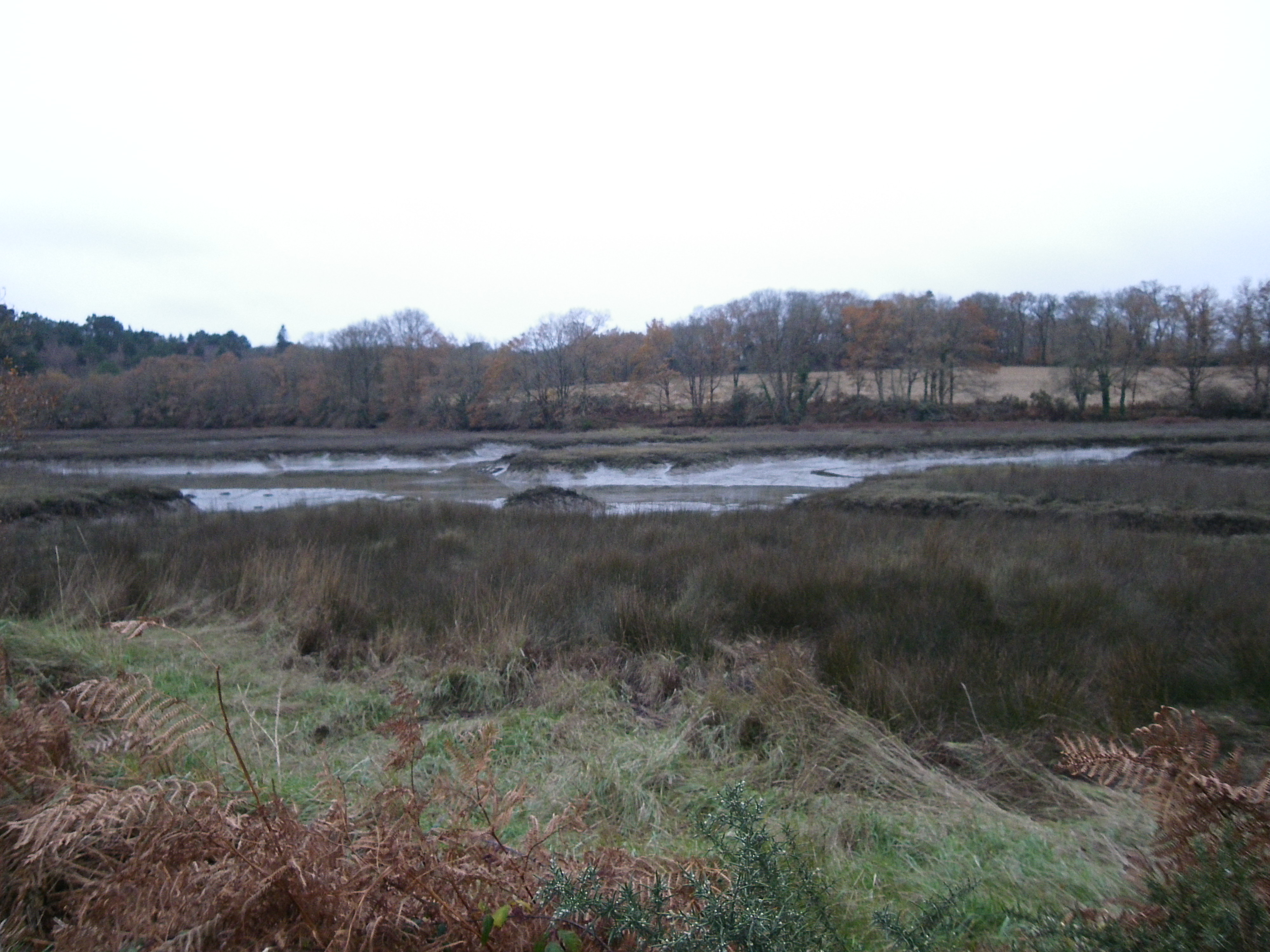
L'Anse du Govillo (rive droite de la Rivière du Bono).

La partie orientale de la commune est traversée par les vallées du Ruisseau de Léran et de ses affluents ; le dit ruisseau est un affluent de rive droite du Sal qui, en amont du pont ferroviaire, est un simple fleuve côtier, l'influence des marées ne s'y faisant pas sentir.

### Hydrographie
Pour un article plus général, voir Réseau hydrographique du Morbihan.
La commune est située dans le bassin Loire-Bretagne. Elle est drainée par l'Auray, le Sal, le Rohu, le ruisseau de Léran et divers autres petits cours d'eau,.
L'Auray, d'une longueur de 56 km, prend sa source dans la commune de Plaudren et se jette  dans la baie de Quiberon en limite de Locmariaquer et de Baden, après avoir traversé dix communes. 
Le Sal, d'une longueur de 24 km, prend sa source dans la commune de Grand-Champ et se jette  dans l'Auray sur la commune et Le Bono, après avoir traversé six communes. 

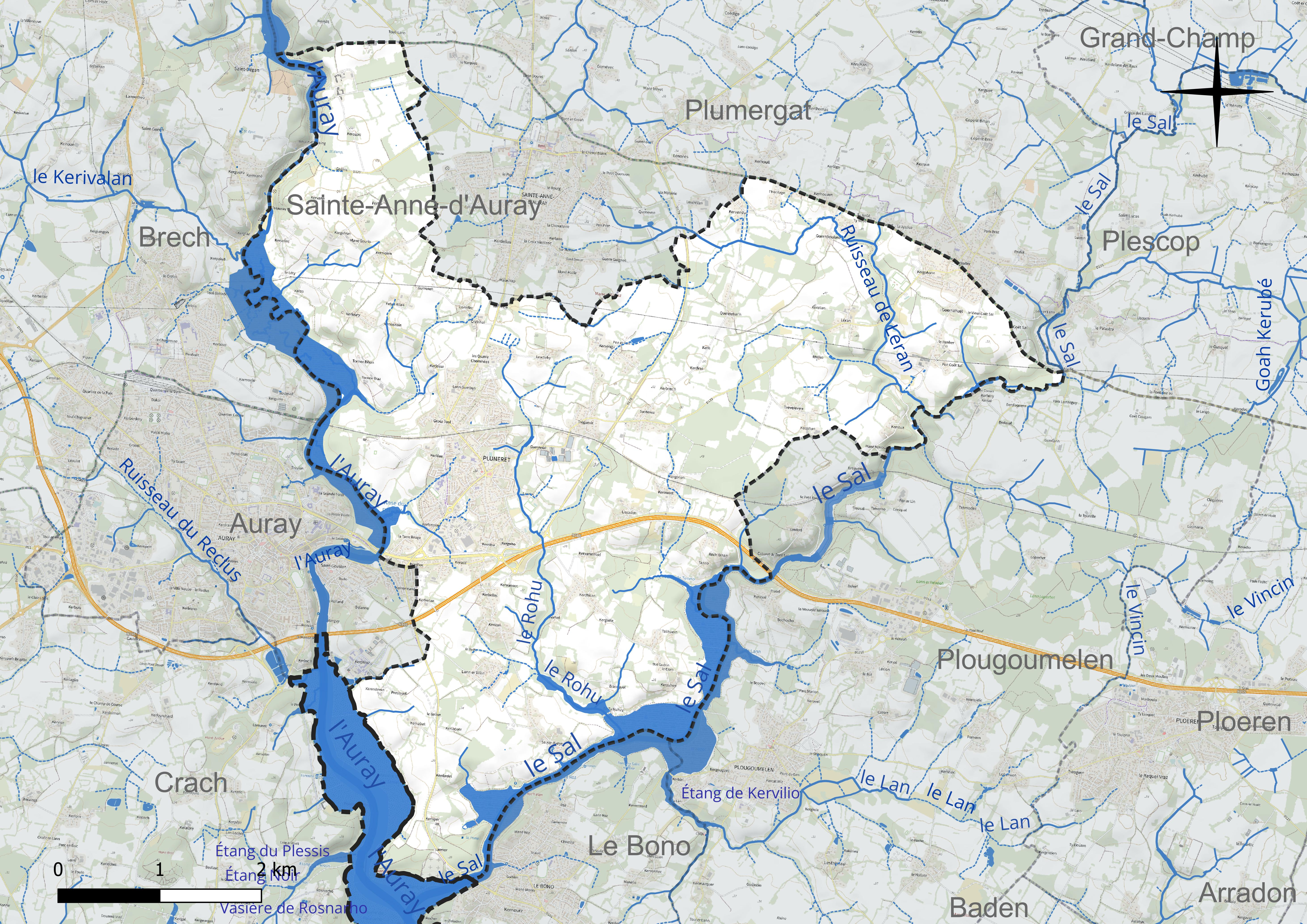
Réseau hydrographique de Pluneret.

Deux plans d'eau complètent le réseau hydrographique : la vasière de Kerdaniel, d'une superficie totale de 48,2 ha (0 ha sur la commune) et l'étang de Tréauray, d'une superficie totale de 24,5 ha (4,88 ha sur la commune),.

### Climat
Pour des articles plus généraux, voir Climat de la Bretagne et Climat du Morbihan.
En 2010, le climat de la commune est de type climat océanique franc, selon une étude du CNRS s'appuyant sur une série de données couvrant la période 1971-2000. En 2020, Météo-France publie une typologie des climats de la France métropolitaine dans laquelle la commune est exposée à un climat océanique et est dans la région climatique  Bretagne orientale et méridionale, Pays nantais, Vendée, caractérisée par une faible pluviométrie en été et une bonne insolation. Parallèlement l'observatoire de l'environnement en Bretagne publie en 2020 un zonage climatique de la région Bretagne, s'appuyant sur des données de Météo-France de 2009. La commune est, selon ce zonage, dans la zone « Intérieur », exposée à un climat médian, à dominante océanique.  
Pour la période 1971-2000, la température annuelle moyenne est de 11,9 °C, avec une amplitude thermique annuelle de 11,8 °C. Le cumul annuel moyen de précipitations est de 886 mm, avec 13,4 jours de précipitations en janvier et 6,7 jours en juillet. Pour la période 1991-2020, la température moyenne annuelle observée sur la station météorologique la plus proche, située sur la commune d'Auray à 2 km à vol d'oiseau, est de 12,6 °C et le cumul annuel moyen de précipitations est de 969,3 mm,. Pour l'avenir, les paramètres climatiques de la commune estimés pour 2050 selon différents scénarios d'émission de gaz à effet de serre sont consultables sur un site dédié publié par Météo-France en novembre 2022.

### Paysages et habitat
La commune présente un paysage agraire traditionnel de bocage avec un habitat dispersé formé d'écarts constituées de hameaux (villages) et de fermes isolées ; mais ce paysage traditionnel a été largement modifié par la croissance démographique et l'urbanisation, facilitée par la proximité de la ville d'Auray : le bourg, situé au centre-ouest du territoire communal, d'importance modeste par le passé, a beaucoup grossi (périurbanisation) avec la création de nombreux lotissements à sa périphérie, surtout vers le nord (quartiers de Lann Guerban et Grëz Toul notamment, au-delà de la voie ferrée) que vers le sud jusqu'à la D 765 et la voie expresse N 165, notamment aux alentours de la zone industrielle et commerciale de Clairefontaine.

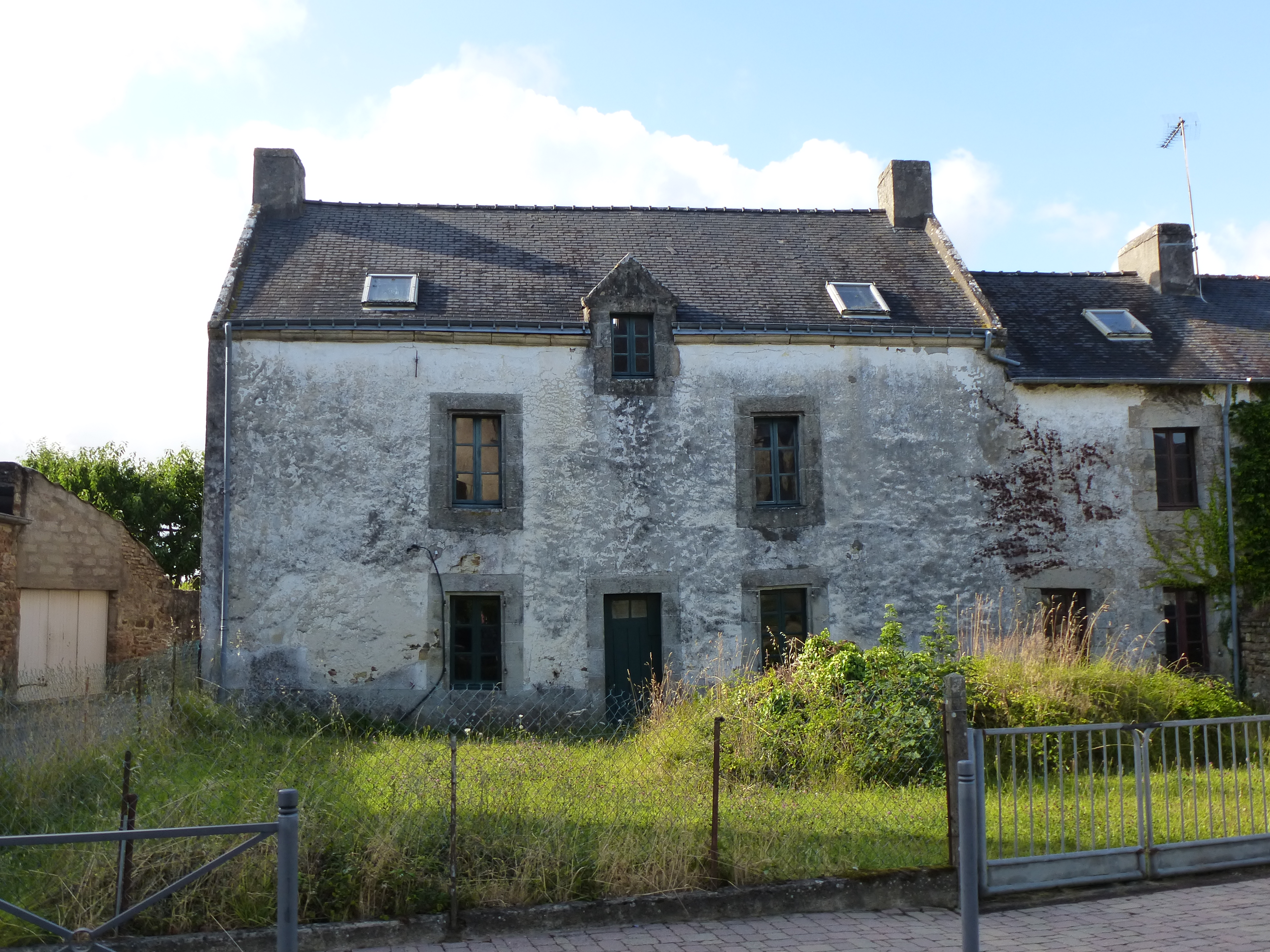
Maison ancienne dans le bourg de Pluneret.
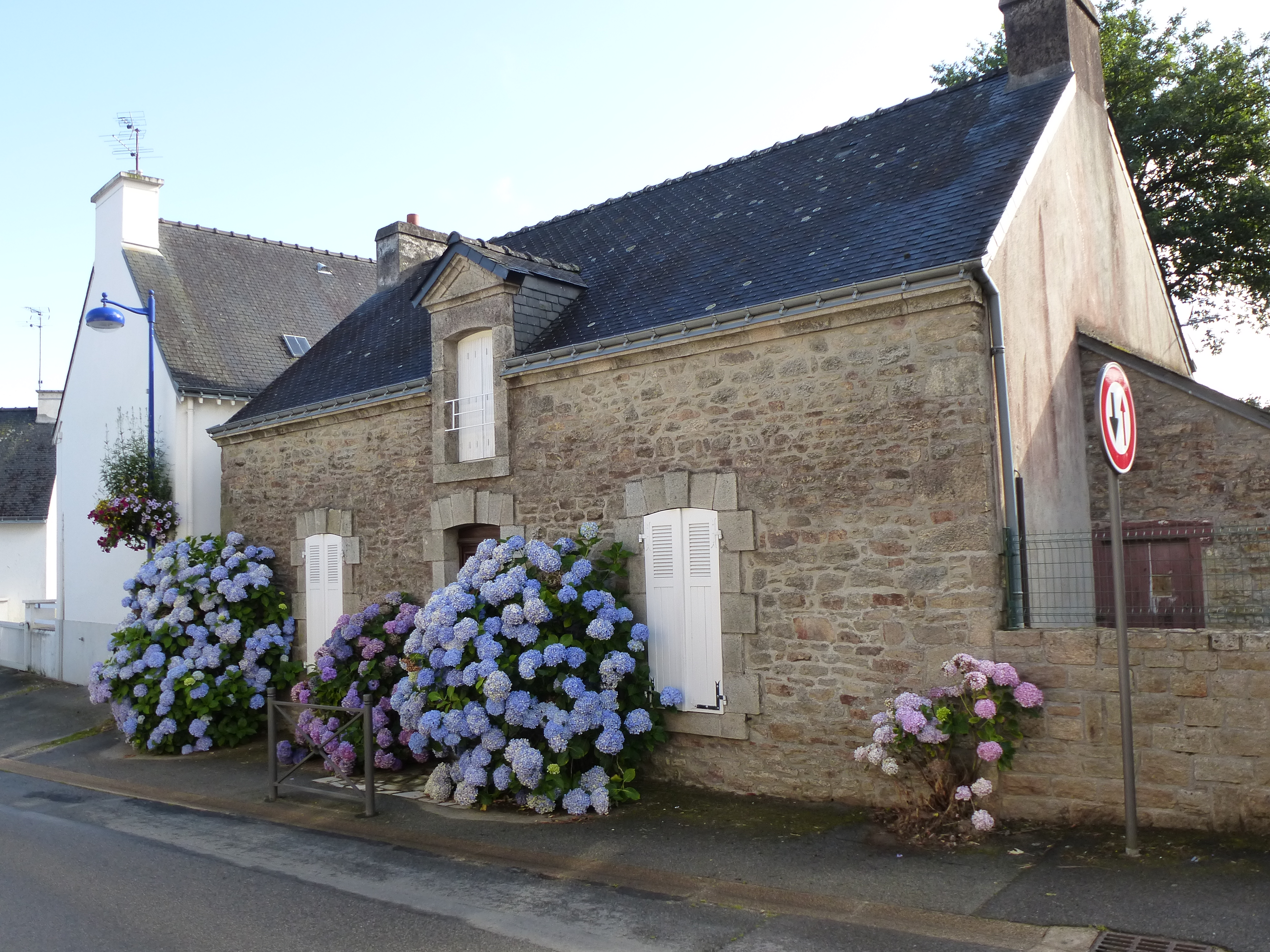
Maison dans le bourg de Pluneret.

Les hameaux proches du bourg connaissent une forte rurbanisation : par exemple ceux de Tréguevir et Santenoz à l'est, de Kerbellec, Kerizan, Lann er Villin au sud (au-delà de la voie express), des Quatre-Cheminées au nord du bourg. Le hameau de Mériadec, hameau principal traditionnel de la commune, situé à sa limite orientale et à cheval sur la commune voisine de Plumergat, connaît aussi une périurbanisation à sa périphérie.
Le reste du territoire communal (parties de la commune plus éloignées du bourg et façades littorales le long des deux rias) a par contre été préservé et a échappé à l'extension urbaine, conservant son caractère rural et ses paysages naturels.

### Communications
Deux axes essentiels traversent la commune :
- l'E60 (Route nationale 165), voie express à deux fois deux voies permettant des relations rapides vers Vannes et Lorient.
- la ligne SNCF Paris-Quimper (avec passage du TGV Atlantique qui s'arrête à la gare d'Auray, c'est-à-dire à 5 minutes de Pluneret). La gare Sainte-Anne de Pluneret a été longtemps la gare d'arrivée des pèlerins pour Sainte-Anne d'Auray, d'où la statue qui la surmonte[14]. Elle est desservie pour les voyageurs par le TER Bretagne, ligne 12 entre Lorient et Vannes. Elle est désormais désaffectée.

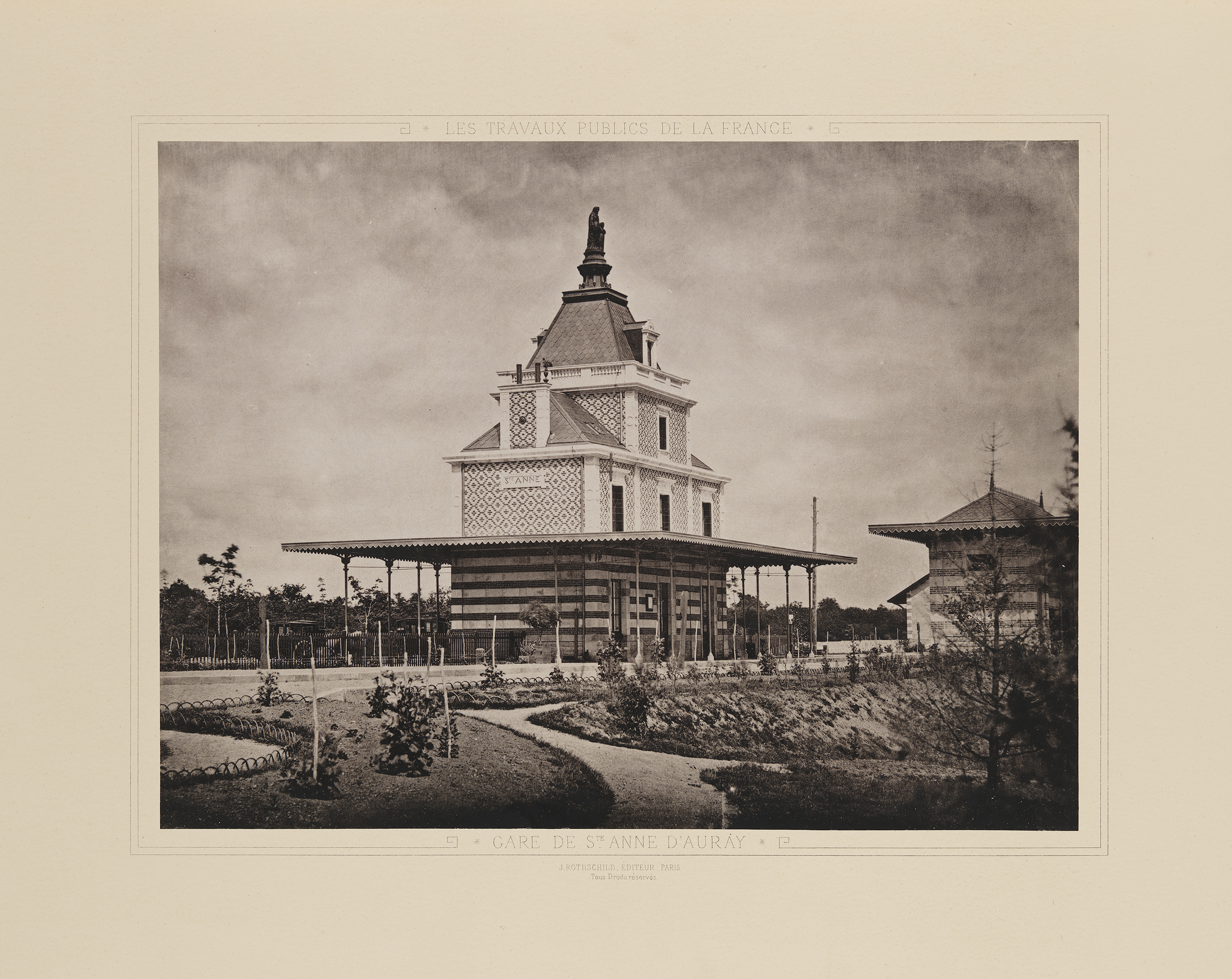
La "gare de Sainte-Anne-d'Auray" (en fait gare de Pluneret) et sa statue de sainte Anne en 1883.
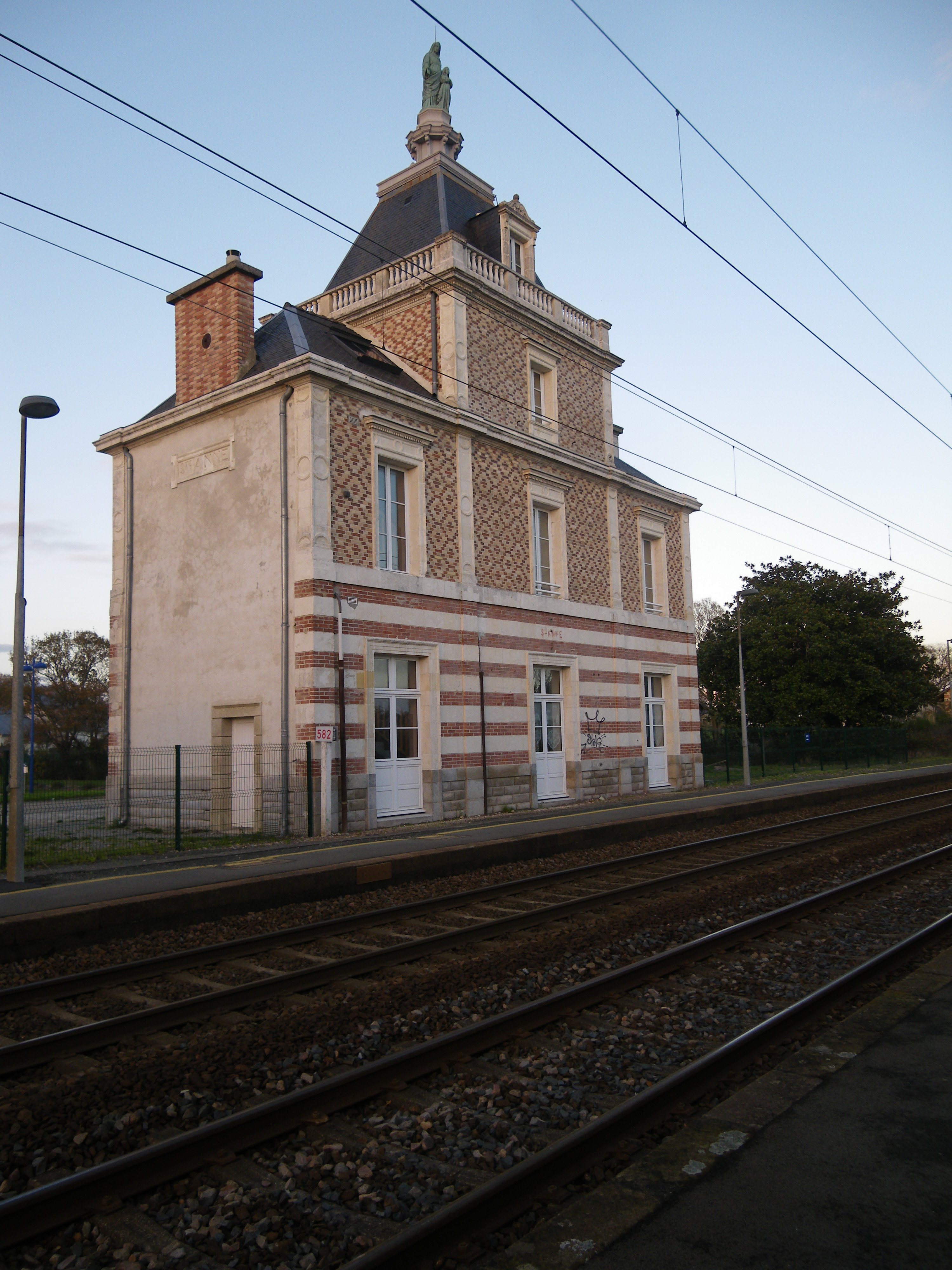
L'ancienne gare Sainte-Anne à Pluneret.

La D 101, en direction du Bono et de Baden dessert la presqu'île de Kerisper avant de franchir la Rivière du Bono (ancien pont suspendu et pont Joseph Le Brix désormais).

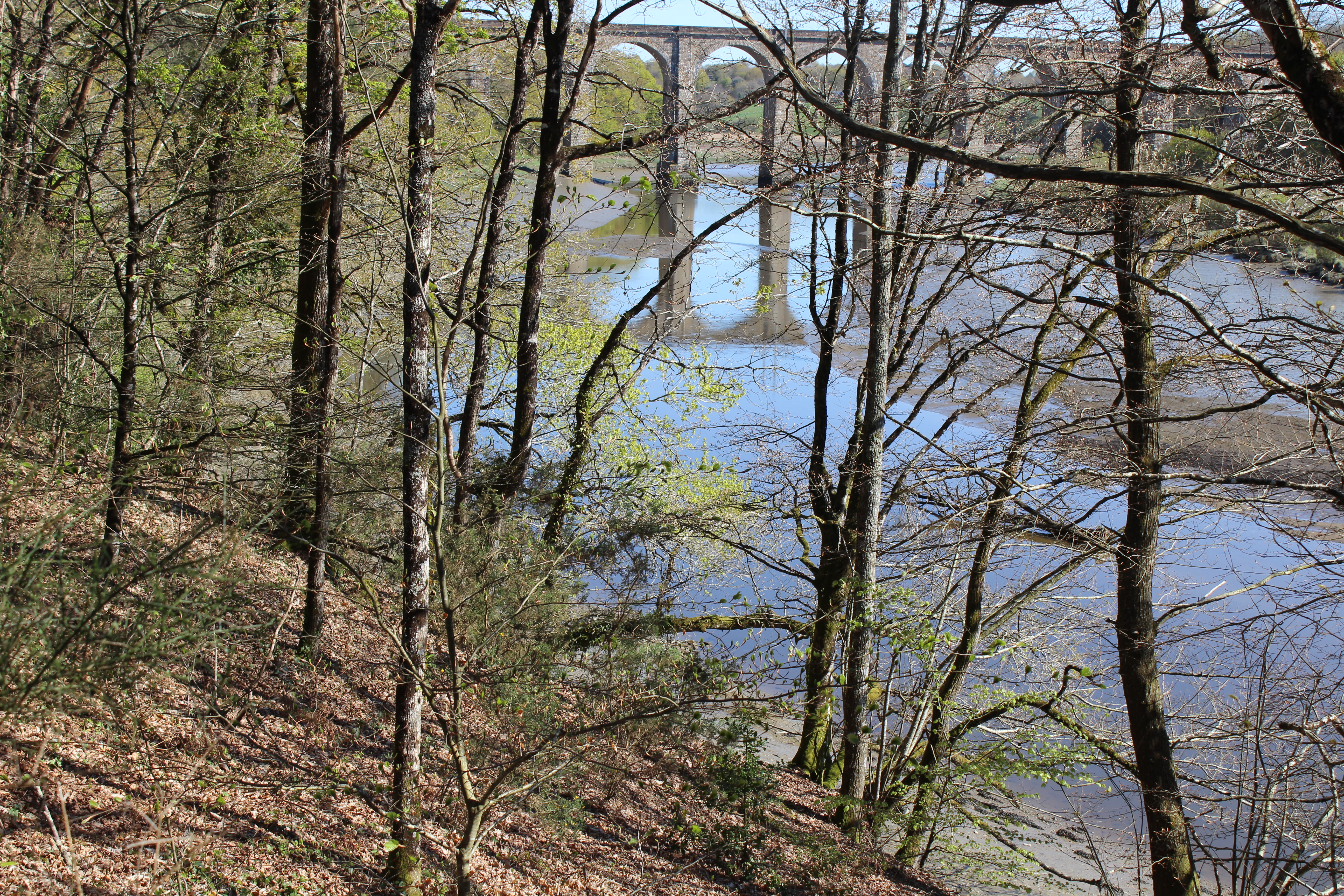
La Petite Forêt, espace naturel situé le long du Loc'h, à la limite entre Auray et Pluneret, et le viaduc routier de la D 765.
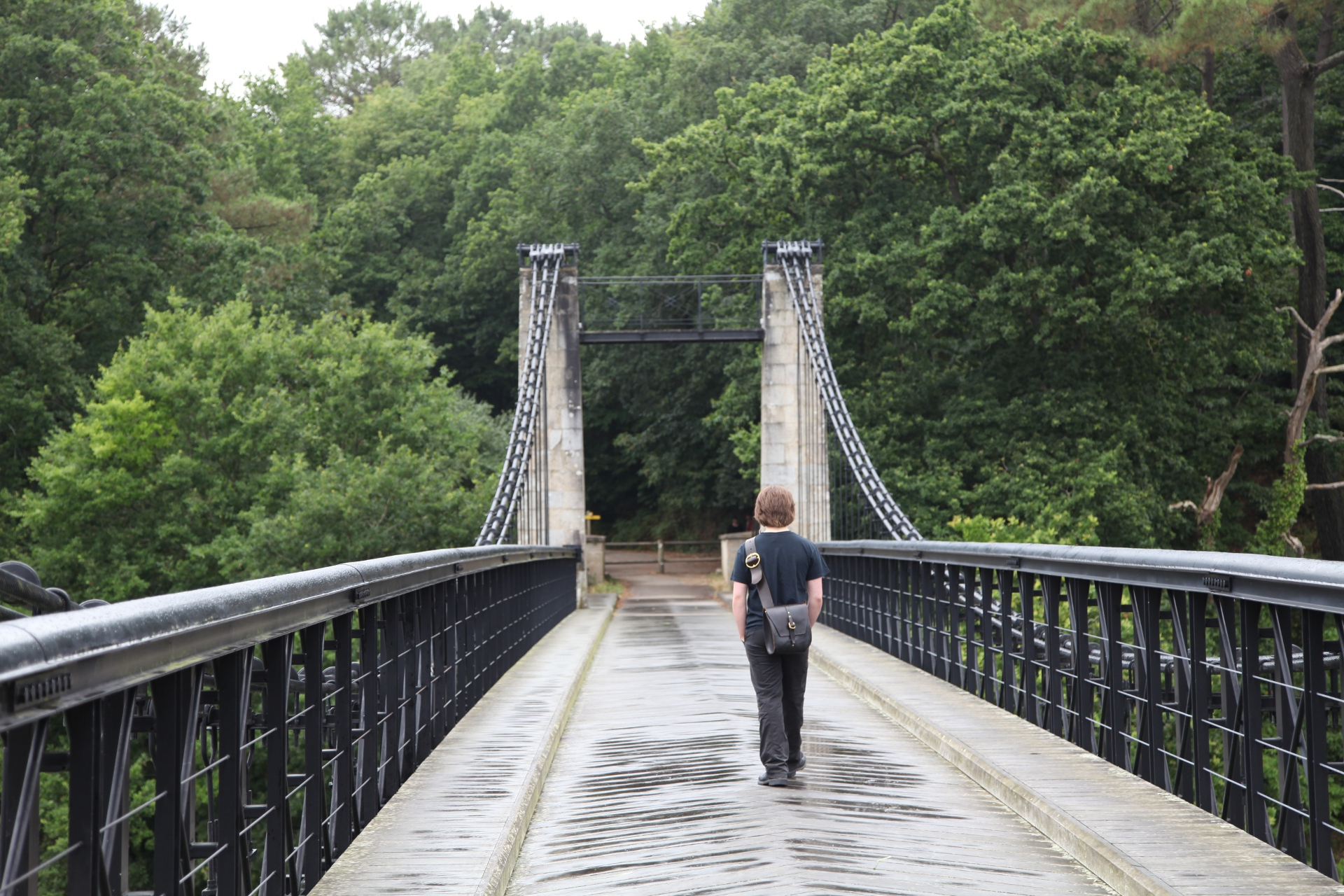
Le vieux pont suspendu du Bono (vue en direction de la rive droite, côté Pluneret).
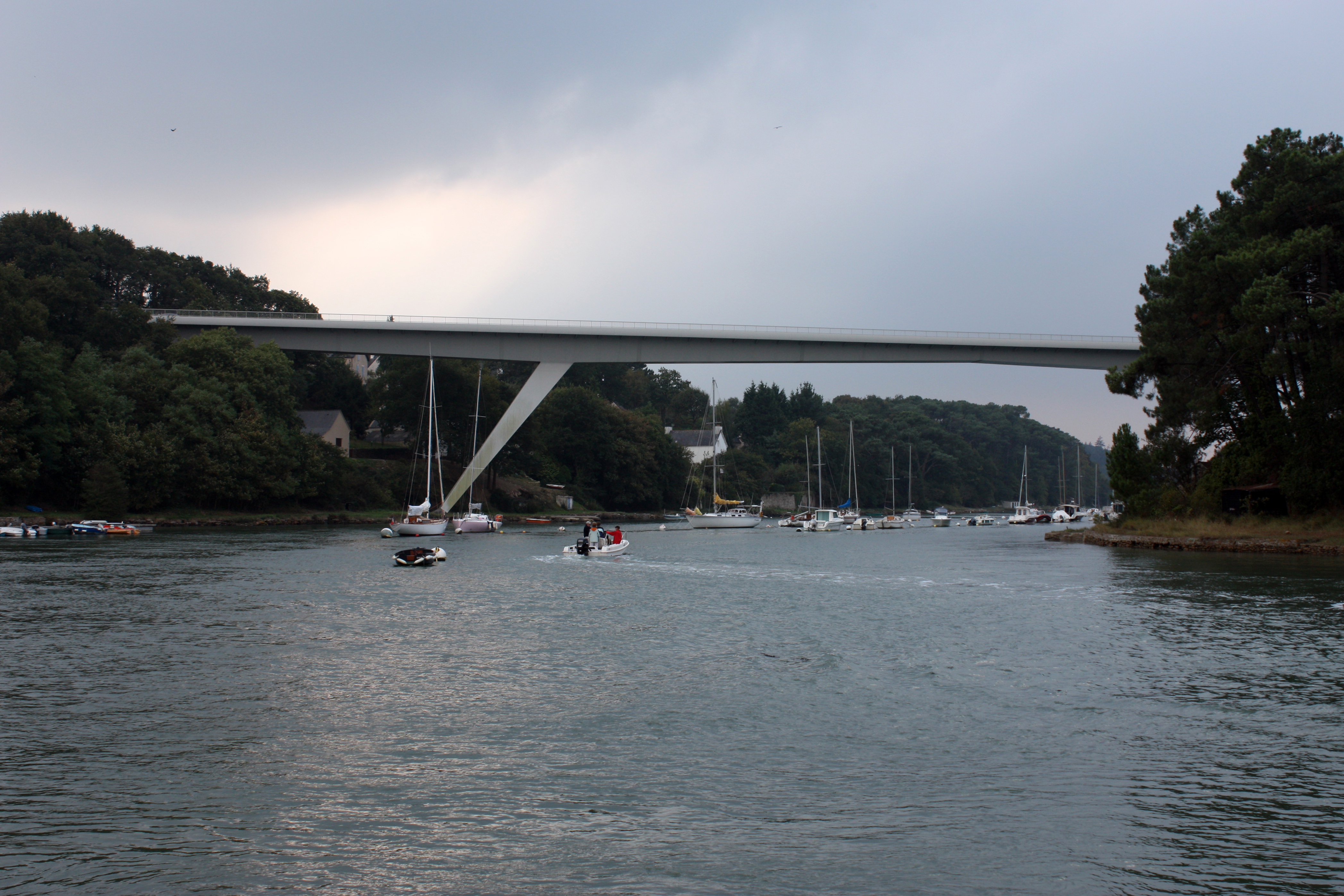
Le pont Joseph Le Brix (D 101) sur la Rivière du Bono (limite entre Pluneret et Le Bono).

## Urbanisme

### Typologie
Au 1er janvier 2024, Pluneret est catégorisée ceinture urbaine, selon la nouvelle grille communale de densité à sept niveaux définie par l'Insee en 2022.
Elle appartient à l'unité urbaine d'Auray, une agglomération intra-départementale regroupant trois  communes, dont elle est une commune de la banlieue,,. Par ailleurs la commune fait partie de l'aire d'attraction de Vannes, dont elle est une commune de la couronne,. Cette aire, qui regroupe 47 communes, est catégorisée dans les aires de 50 000 à moins de 200 000 habitants,.
La commune, bordée par l'océan Atlantique, est également une commune littorale au sens de la loi du 3 janvier 1986, dite loi littoral. Des dispositions spécifiques d’urbanisme s’y appliquent dès lors afin de préserver les espaces naturels, les sites, les paysages et l’équilibre écologique du littoral, tel le principe d'inconstructibilité, en dehors des espaces urbanisés, sur la bande littorale des 100 mètres, ou plus si le plan local d’urbanisme le prévoit.

### Occupation des sols
L'occupation des sols de la commune, telle qu'elle ressort de la base de données européenne d’occupation biophysique des sols Corine Land Cover (CLC), est marquée par l'importance des territoires agricoles (69,8 % en 2018), en diminution par rapport à 1990 (72,1 %). La répartition détaillée en 2018 est la suivante : 
terres arables (35,5 %), zones agricoles hétérogènes (26,6 %), forêts (17 %), prairies (7,7 %), zones urbanisées (6,8 %), zones humides côtières (3,5 %), zones industrielles ou commerciales et réseaux de communication (1,4 %), eaux maritimes (1,3 %), eaux continentales (0,2 %). L'évolution de l’occupation des sols de la commune et de ses infrastructures peut être observée sur les différentes représentations cartographiques du territoire : la carte de Cassini (XVIIIe siècle), la carte d'état-major (1820-1866) et les cartes ou photos aériennes de l'IGN pour la période actuelle (1950 à aujourd'hui).

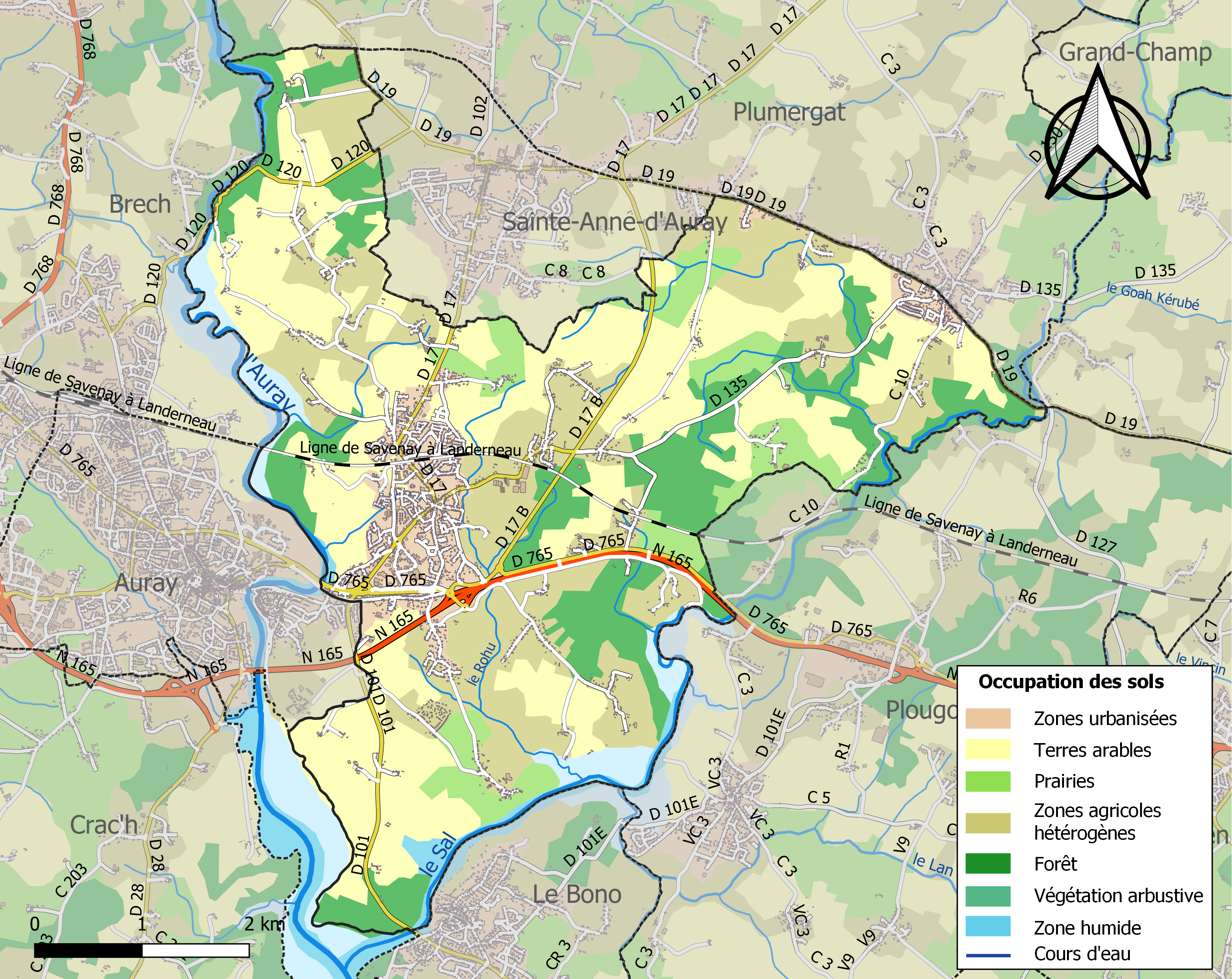
Carte des infrastructures et de l'occupation des sols de la commune en 2018 (CLC).

## Toponymie
Le nom de la localité est mentionné sous les formes Ploneret en 1259, Ploeneret en 1387, Ploenerec en 1487, Ploeneret en 1453, Ploineret en 1516, Ploeneret en 1554, et Pleuneret en 1636.
Pluneret, en breton Plunered, (Plou an Ered), est formé de Plou, (terre, terroir, paroisse) et Ered, probablement le nom du chef breton fondateur du village ou le peuple des cours d'eau, puisque Plou fondé au VIe siècle était situé entre deux cours d'eau, le Loch et le Sal.[réf. nécessaire]

## Histoire

### Préhistoire

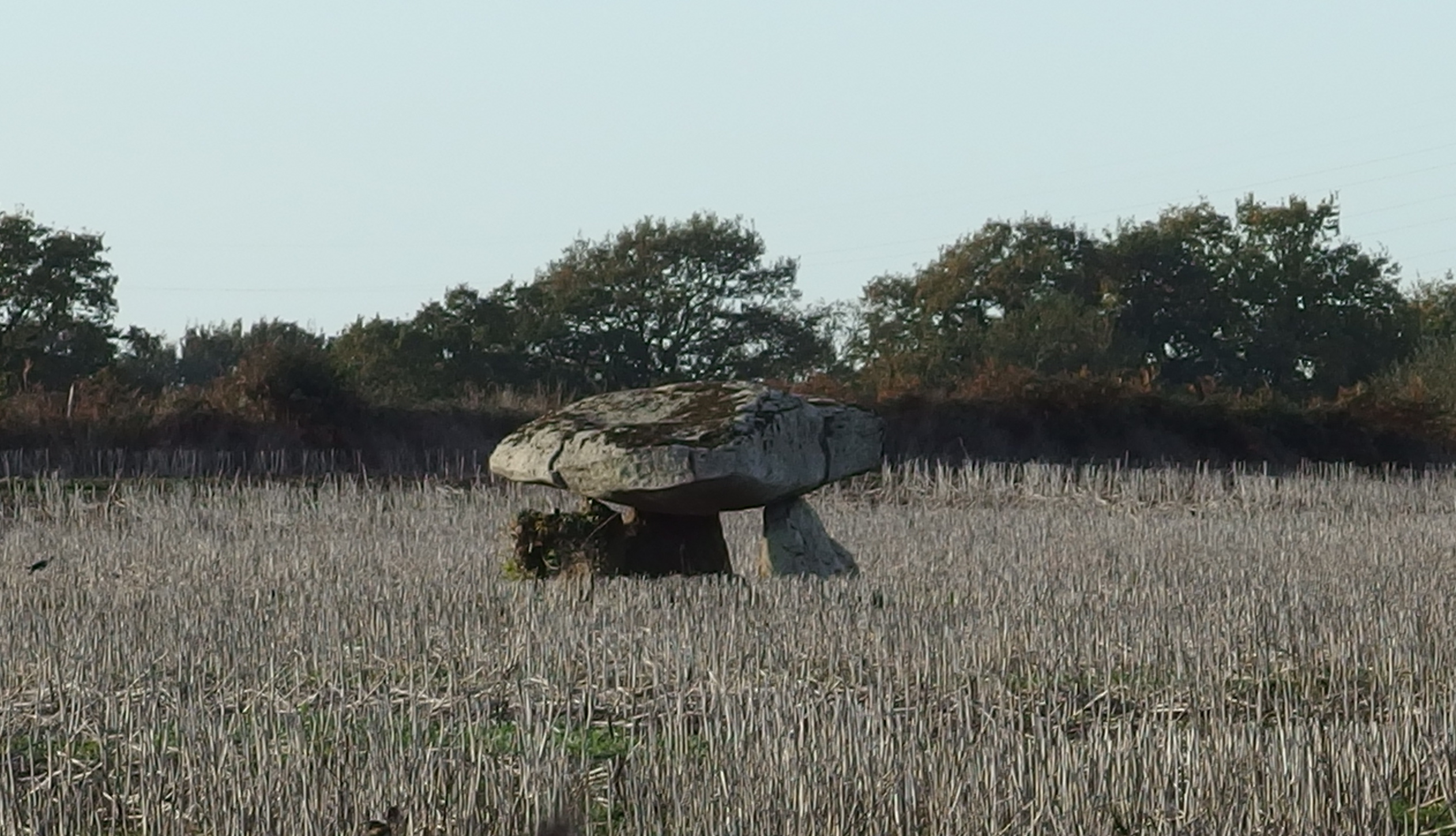
Le dolmen de Kervingu (dit aussi dolmen d'Er-Mané).

La présence humaine est attestée dès la période du néolithique est attestée par la présence de dolmens et la découverte de haches polies et de pointes de flèches.
« Le dolmen de Men-Gorret de 14 pieds de longeur sur 11 de largeur, est le mieux conservé de la commune » écrivent A. Marteville et P. Varin en 1853.
Un autre dolmen de la commune est celui de Kervingu, dit aussi dolmen d'Er-Mané, inscrit monument historique ; un autre est celui de Bransquel.
Des tombelles funéraires sont disséminées au sud de la commune et plusieurs stèles gauloises, qui se trouvent désormais placées autour de l'église de Mériadec, attestent d’une occupation pendant les périodes de l'âge du bronze puis de l'âge du fer.

### Antiquité
Selon A. Marteville et P. Varin « la voie romaine qui sortait de Vannes (Darioritum) forme la limite nord de la commune de Pluneret. Elle est connue par les paysans sous le nom de Hent-Conan (le chemin de Conan). On remarque dans le village de Mériadec qu'elle traverse et qui lui doit sans doute son nom, une borne miliaire enfouie sous le talus d'un jardin. Elle se dirige ensuite  vers Keranna (Sainte-Anne), et longe le mur de l'enclos. (...) À la pointe de Kerisper, en face Roz-Narbo, les débris d'un pont romain entravent la navigation de la rivière d'Auray. Suivant l'Annuaire du Morbihan de 1837 la route romaine qui y aboutissait se dirigeait sur Locmaria-Kaër, pour communiquer avec la voie romaine qui part de Vannes , longe le littoral du golfe du Morbihan, et traverse la commune de Plougoumelen. Ce pont en fait supposer un autre auprès du lieu où se trouve le hameau du Bono. (...) ».
En fait, selon Gustave de Closmadeuc, la voie romaine traversait l'Hérius (nom que portait alors la Rivière d'Auray) grâce à un pont, situé entre Kerentrech (le "village sur le passage" en breton) et Kerdrech ("village du passage" en breton), en aval du pont-aqueduc, dit « pont de César » (appelé à tort par le passé « pont des Espagnols »), situé entre les pointes de Kerisper et de Rosnarho (cette dernière en Crach) ; plusieurs poutres encore subsistantes de ce pont en bois furent retirées de la Rivière d'Auray en 1755.

### Moyen-Âge
Au Xe siècle la région fut ravagée par les Normands.
La paroisse de Pluneret est citée pour la première fois dans un document en date du 6 mai 1259, mais elle existait certainement auparavant comme en témoigne son ancienne église, qui était de style roman et datait donc du Xe siècle ou du XIe siècle.
Jean-Baptiste Ogée cite les manoirs suivants en Pluneret : en 1300 les manoirs de Kerjouan et de Kerambaz, à N.. de Cousquer ; en 1400 Talhouët, à Jean Dust ; le Leftai, à Henri de Parisy; Keraudren, à Olivier de Keraudren ; en 1530 Coeffal, à Alain de Coeffal ; Kermorinant, à Gilles Perro ; Kermanio, à Gilles d'Auray ; Kerfeyghant, à Raoul de Kerguyris.
La seigneurie de Kerisper est mentionnée dès le XVe siècle.

### Temps modernes

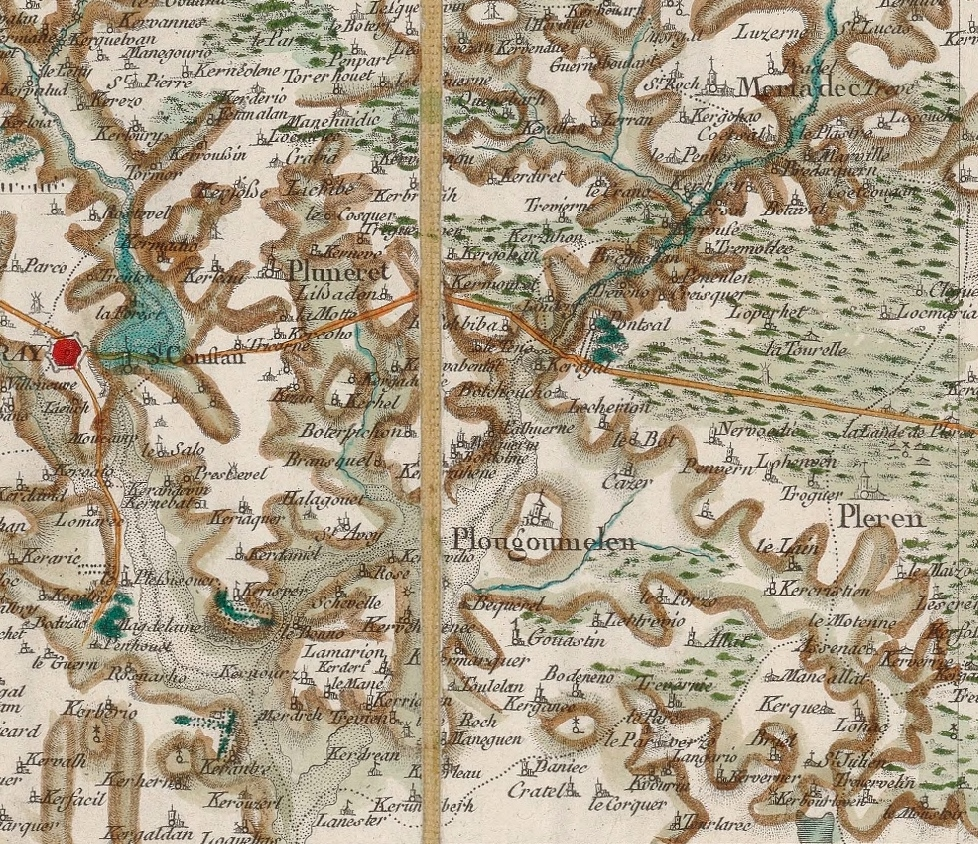
Carte de Cassini (paroisses de Plougoumelen et Pluneret).

Pluneret faisait partie de la sénéchaussée d'Auray.
La paroisse de Pluneret était divisée en 7 frairies : le bourg, Sainte-Anne, Bransquel, Trevieven, Léty, Treulan et Quéven ; la plupart disposaient d'une chapelle, parfois disparue depuis, comme à Bransquel. Une chapelle sainte Marie-Madeleine, dédiée aux lépreux, existait à Kersalé.
En 1759 une ordonnance royale de Louis XV ordonne à la paroisse de Pluneret de fournir 39 hommes pour servir de garde-côtes.
Jean-Baptiste Ogée décrit ainsi Pluneret en 1778 :

« Pluneret ; à 3 lieues à l'Ouest-Nord-Ouest de Vannes, son évêché et à 1/3 de lieue d'Aurai, sa subdélégation et son ressort. Cette paroisse relève du Roi, et compte 2 000 communiants. La cure est à l'alternative. Ce territoire est un pays couvert [de bocage], où l'on voit des terres en labour, des prairies et des landes. (...). »

Il décrit aussi longuement Sainte-Anne-d'Auray, qui faisait alors partie de la paroisse de Pluneret.

### Révolution française
En 1790 la commune de Pluneret devient chef-lieu d'un canton comprenant aussi les communes de Plougoumelen et Plumergat ; Pluneret perdit ce titre en 1801 et fut alors rattaché au canton d'Auray.
En 1791 le recteur de Pluneret, Yves Cadoret, refusa de prêter le serment de fidélité à la Constitution civile du clergé et, devenu prêtre réfractaire, émigra en Espagne.
De nombreux habitants de Pluneret, royalistes, soutinrent la chouannerie.

### LeXIXesiècle
Une plaque commémorative apposée sur le mur du cimetière porte le nom de Jean Alano, décédé à la bataille de Waterloo le 18 juin 1815, les noms de cinq soldats originaires de Pluneret morts pendant la guerre de Crimée et ceux de dix soldats décédés lors de la guerre de 1870.
A. Marteville et P. Varin, continuateurs d'Ogée, décrivent ainsi Pluneret en 1853 :

« Pluneret (sous l'invocation de saint Pierre et saint Paul) : commune formée de l'ancienne paroisse de ce nom ; aujourd'hui succursale ; brigade temporaire de gendarmerie à Sainte-Anne. (...) Principaux villages : Sainte-Anne, Treulan, Kervenduc, le Guern, Fetanalan, Trévérien, Kersale, Kerdroguen, Kerhuahat, Sainte-Avoye, Kerisper, Rabihan. Superficie totale 63 213 hectares dont (...) terres labourables 1 108 ha, prés 379 ha, vergers 45 ha, herbages 8 ha, pâturages 154 ha, marécages 48 ha, courtils et jardins potagers 46 ha, étangs, etc.. 3 ha, bois 110 ha, châtaigneraies 6 ha, landes et incultes 1 206 ha (...). Moulins à eau de Hurtaud, d'Esteing, Neuf, de Trauray ; à vent Neuf, Conan. La route de Vannes à Auray divise cette commune en deux parties, qui diffèrent l'une de l'autre. La partie méridionale, la plus fertile et la mieux cultivée, représente une espèce de presqu'île, baignée à l'est et au sud par la rivière la Sal, et à l'ouest par la rivière du Loch ou d'Auray. Le château de Kerisper donne son nom à cette presqu'île.(...) Une partie du faubourg Saint-Goustan, le pont d'Auray, appartiennent à Pluneret (...). La partie qui s'avance vers le nord n'est tourmentée qu'aux abords des rivières de la Sal et du Loch, ses limites est et ouest. On y voit le village de Saite-Anne, nommé en breton Santez-Anna et Keranna ; la moitié du village de Mériadec et un grand nombre de hameaux. (...) Les châteaux de Kerisper, de Kermadio, de Treulan sont bâtis à la moderne et situés dans des positions agréables. La commune contient en outre les maisons de campagne de Kerzo, de Quenvenn, du Roblans, de Penhors et de Kerdroguen. (...). Saint Pereck est une autre chapelle frairiale de la commune. Sur le point culminant de la presqu'île de Kerisper se trouve la chapelle de Sainte-Avoye, entourée d'un petit village, construite en 1555. Elle est gothique, et se fait remarquer par sa charpente faite avec luxe et les divers styles d'architecture de sa tour. L'intérieur est décoré d'un jubé en bois sculpté, d'un travail curieux, qui est lui-même orné d'un grand nombre de statuettes de saints. (...) Depuis quelques années on a établi des salines sur les bords de la rivière la Sal. Géologie : constitution granititique. On parle le breton. »

Des marais salants ont existé, depuis une date inconnue et jusqu'au milieu du XIXe siècle probablement, à Bransquel, sur la rive droite de la Rivière du Bono.
Émile Bonnemant  défricha quelques centaines d'ha de landes et de terres médiocres à Treulan en Pluneret et y créa une ferme-école (la propriété fut rachetée par le comte Arthur Espivent de La Villesboisnet en 1874 qui créa la Société de Saint-Joseph pour encadrer les agriculteurs locaux).

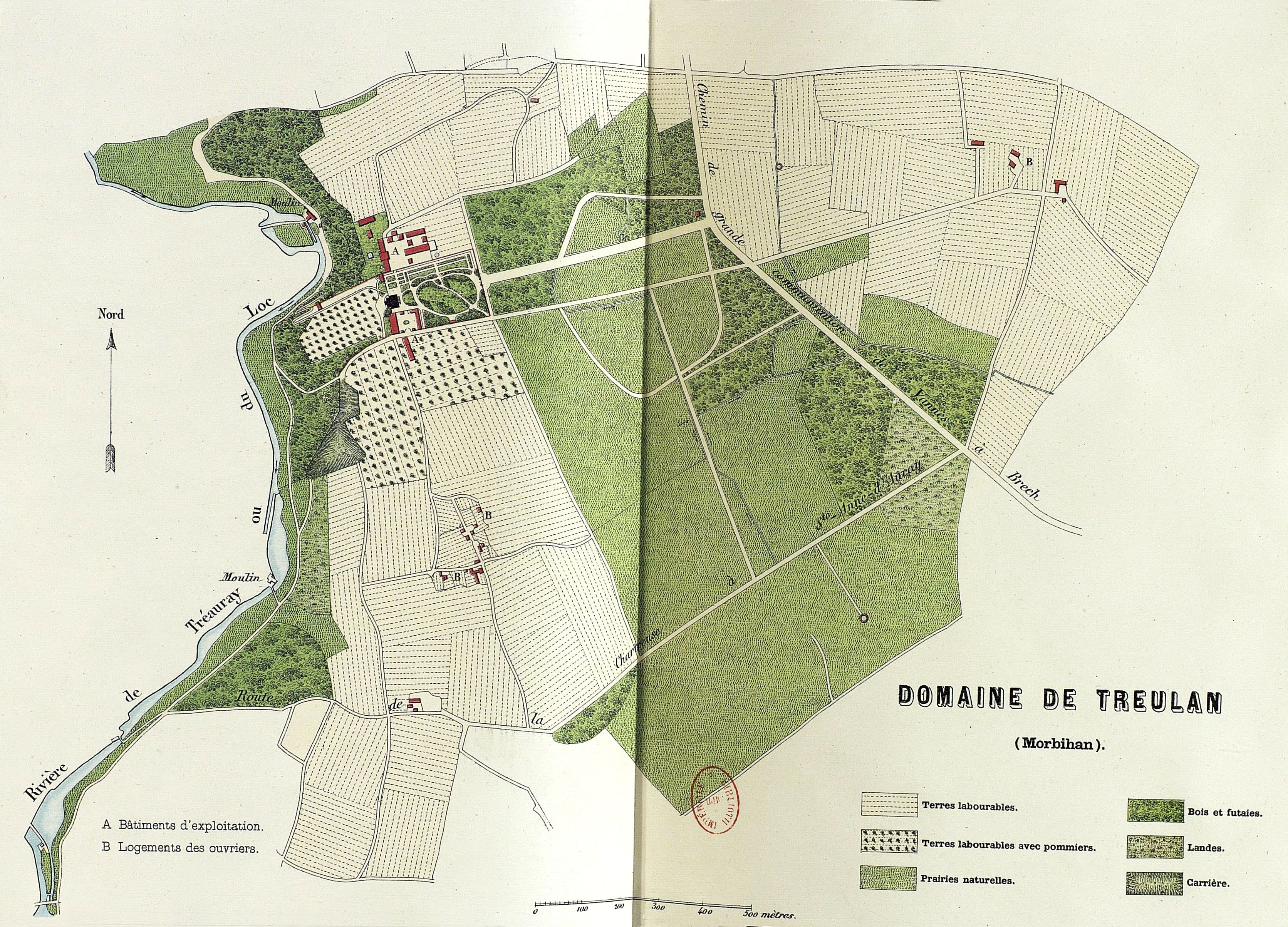
Le domaine de la ferme-modèle de Treulan.
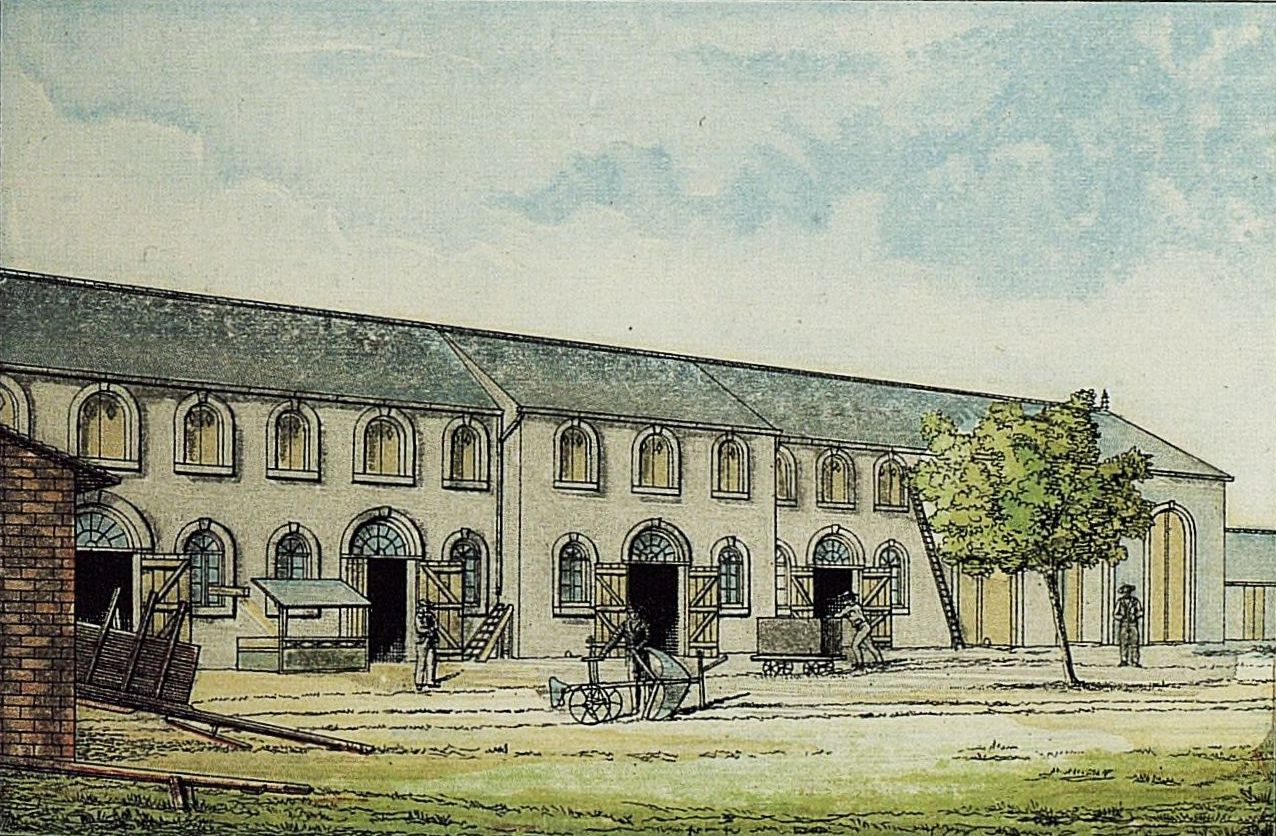
La ferme-modèle de Treulan : vue du bâtiment contenant la grange et la distillerie.
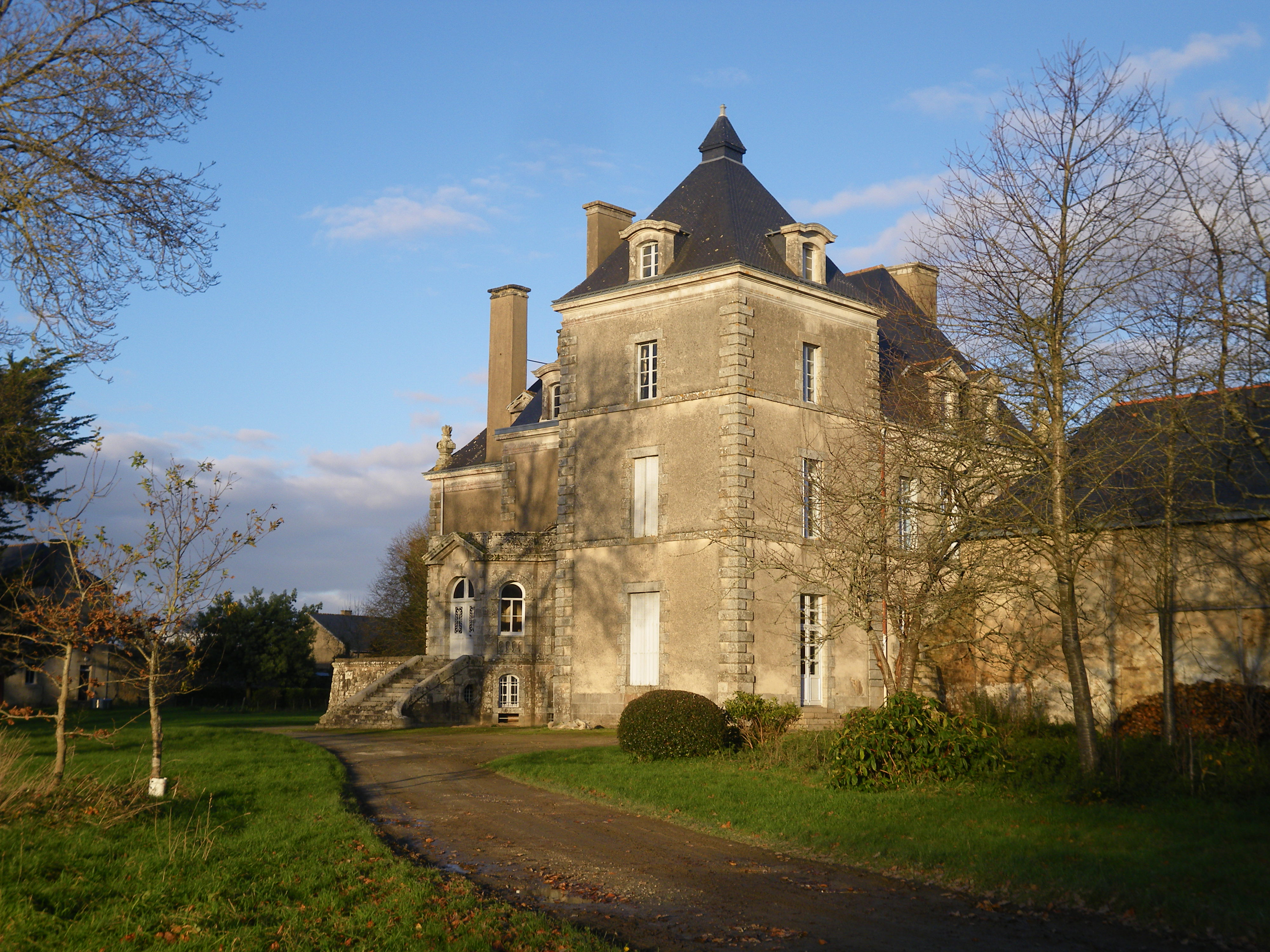
Le château de Treulan.

En 1862, la construction de la ligne de chemin de fer de Savenay à Landerneau (actuelle ligne Paris-Quimper) par la Compagnie d'Orléans engendre la construction d'une gare à Pluneret.
En 1865 les hameaux de Saint-Fiacre, la Terre Rouge et Kerplouz sont rattachés à Auray à la suite d'une demande du Conseil municipal d'Auray en date du 12 novembre 1862.
En 1867 une épidémie de fièvre typhoïde fit 21 malades (dont 3 morts) à Pluneret.
Le cimetière de l'enclos paroissial est transféré en 1871 ; l'ancienne église, considérée comme non réparable, est démolie en 1876 et la nouvelle, construite rapidement, en forme de croix latine et de style néo-gothique est bénie le 1er juillet 1877 ; la flèche du clocher, en granite rose et haute de 75 mètres, est acheve en 1885 et les 3 cloches bénies le 10 octobre 1886 par Mgr Bécel, évêque de Vannes, lors d'une cérémonie grandiose.
En 1889 le maire de Pluneret, Pierre-Marie Tanguy, fut accusé de fraude électorale (bourrage d'urnes) et de menaces contre le curé.
En 1891, selon Joseph-Marie Le Méné, un tiers du territoire communal est en labour, un tiers en lande, et le reste en prés, bois, etc.. On y récolte particulièrement du froment, du seigle, du mil, des pommes, etc..

### LeXXesiècle

#### La Belle Époque
En 1900 le Conseil municipal de Pluneret done un avis défavorable à un projet de tramway devant desservir au départ de la gare d'Auray la Chartreuse d'Auray, Auray, Pluneret et la basilique de Sainte-Anne-d'Auray « pour plaire aux voituriers de Sainte-Anne ». En juillet 1914 le journal L'Ouest-Éclair dénonce les voituriers qui, à la gare, « bousculent les voyageurs et se livrent sur eux nous pourrions presque dire à des voies de fait pour les contraindre à monter dans leurs carrioles » ; le journal poursuit en demandant que le maire de Pluneret taxe le prix des places et que les tarifs soient affichés à l'intérieur des voitures « tandis qu'actuellement on assiste à l'exploitation la plus éhontée ».
En 1901 un projet d'érection en commune distincte du village de Mériadec, divisé entre les communes de Plumergat, Pluneret et Plougoumelen, à la suite d'une pétition signée par de nombreux habitants de ce village et des hameaux avoisinants en date du 21 décembre 1898, est présenté au Conseil général du Morbihan ; les pétitionnaires font valoir « la distance qui les sépare de leurs chefs-lieux respectifs, l'abandon dans lequel ils sont laissés par les Conseils municipaux et la difficulté des communications, les chemins étant en si mauvais état qu'ils demeurent, le plus souvent, impraticables, surtout pendant la mauvaise saison » ; de plus, seule la partie de Mériadec appartenant à la commune de Plumergat dispose d'une section électorale distincte, ceux dépendant des communes de Pluneret et Plougoumelen sont distants pour certains de plus de 8 km de leurs chefs-lieux communaux. Mais les Conseils municipaux de ces trois communes, ainsi que le Conseil d'arrondissement ayant donné un avis défavorable, la demande est rejetée par le Conseil général.
Le 13 mars 1906 le journal La Croix écrit qu'à Pluneret, lors de la querelle des inventaires, « l'agent des domaines a dû se retirer devant les nombreux paroissiens (près de 800 personnes) qui défendent l'église solidement barricadée avec des madriers ». En 1907 le conseil municipal de Pluneret décida de céder gratuitement au clergé local le presbytère qui était devenu propriété publique à la suite de la Loi de séparation des Églises et de l'État en reconnaissance « [d]es services que de jour et de nuit nos prêtres rendent à une population disséminée sur un territoire de grande étendue ».

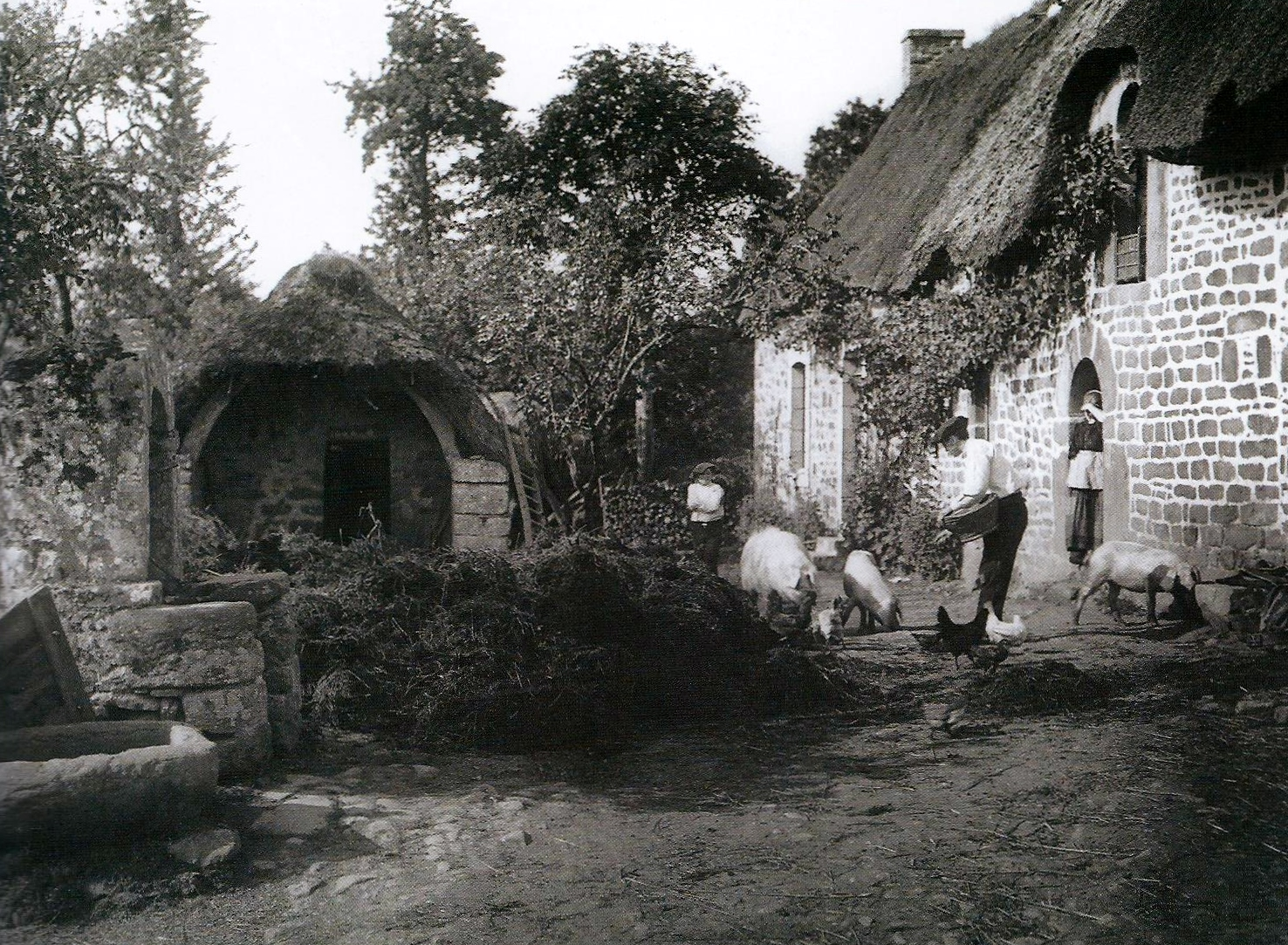
Cour de ferme à Sainte-Avoye (photographie de Philippe Tassier, vers 1910).
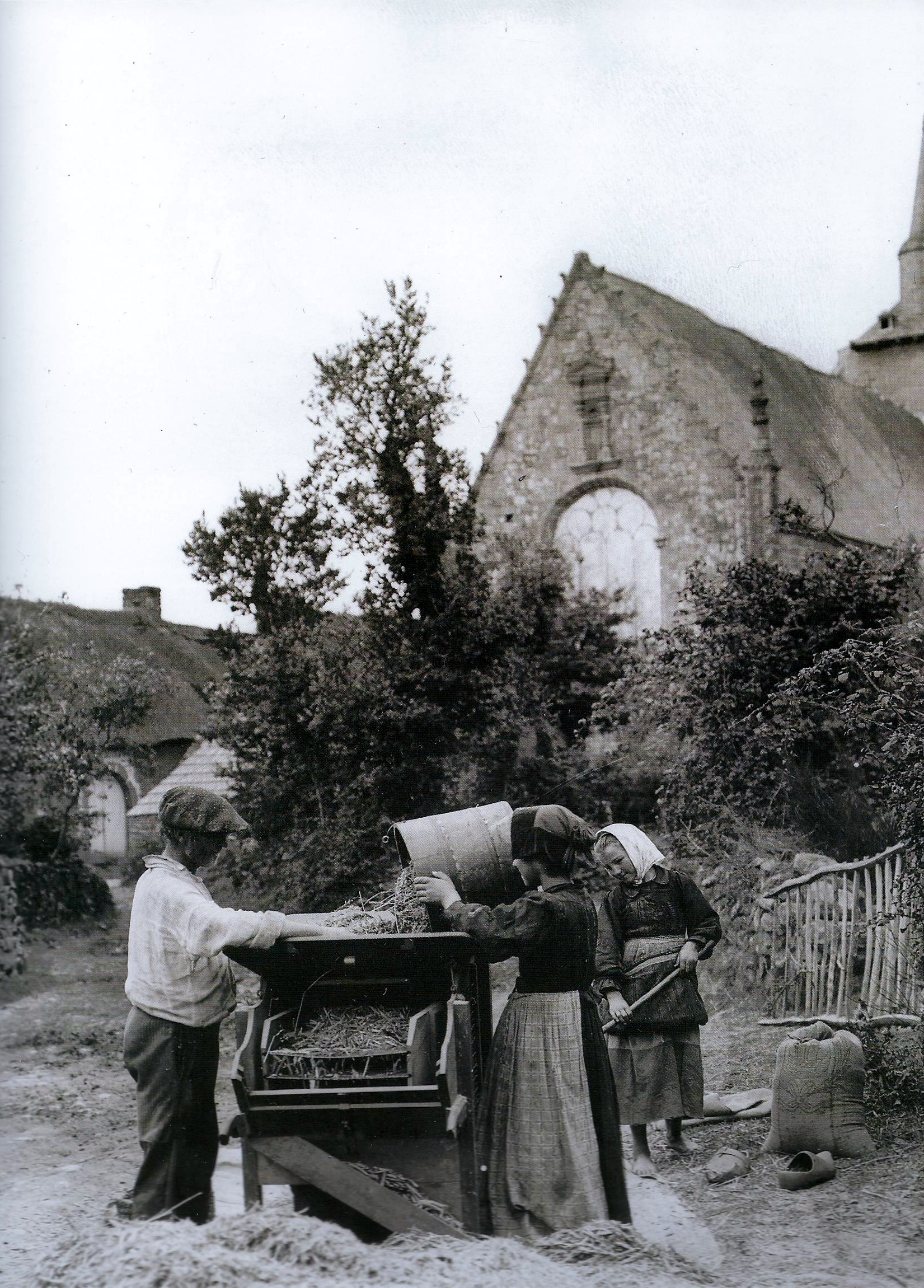
Vanneurs à Sainte-Avoye (photographie de Philippe Tassier, vers 1910).
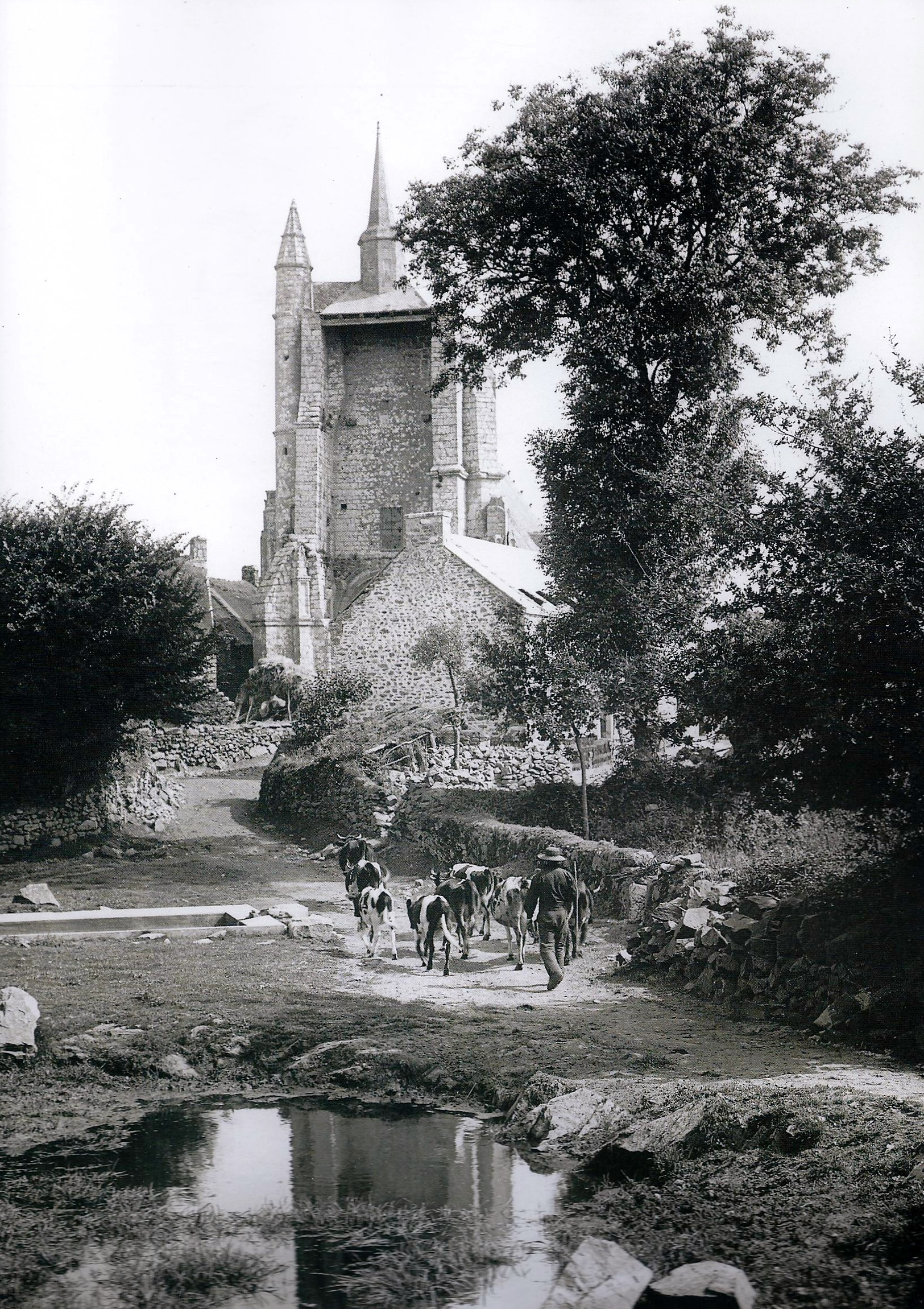
Le retour du troupeau près de la chapelle Sainte-Avoye (photographie de Philippe Tassier, vers 1910).

#### Le cimetière de bateaux de Govillo
Au début du XXe siècle le port du Bono était trop petit pour accueillir la centaine de « forbans » (bateaux de pêche) pratiquant le chalut à perche dans la Baie de Quiberon, les Coureaux de Belle-Île, le Mor-Braz et allant même pour quelques-uns jusqu'à l'Île d'Yeu ; ce type de pêche fatigue vite ces chaloupes non pontées dont la durée de vie n'excède guère la dizaine d'années. Lorsque la Première Guerre mondiale éclata, de nombreux "forbans" sont mis à l'abri des vents dominants, en attendant des jours meilleurs, dans l'Anse du Govillo ; mais la longueur de la guerre fait que lorsque la paix revint, beaucoup de ces chaloupes ne furent plus en état de naviguer et leurs épaves furent abandonnées sur place, en bordure de ce coin de forêt dénommé Corn er Hoet par les habitants du coin. Ce cimetière de bateaux a été utilisé jusqu'au début du XXIe siècle : par exemple le Jean-Marc l'a rejoint en 1985, l'Arche d'Alliance depuis 2001 et l'Aimons-nous depuis 2005.

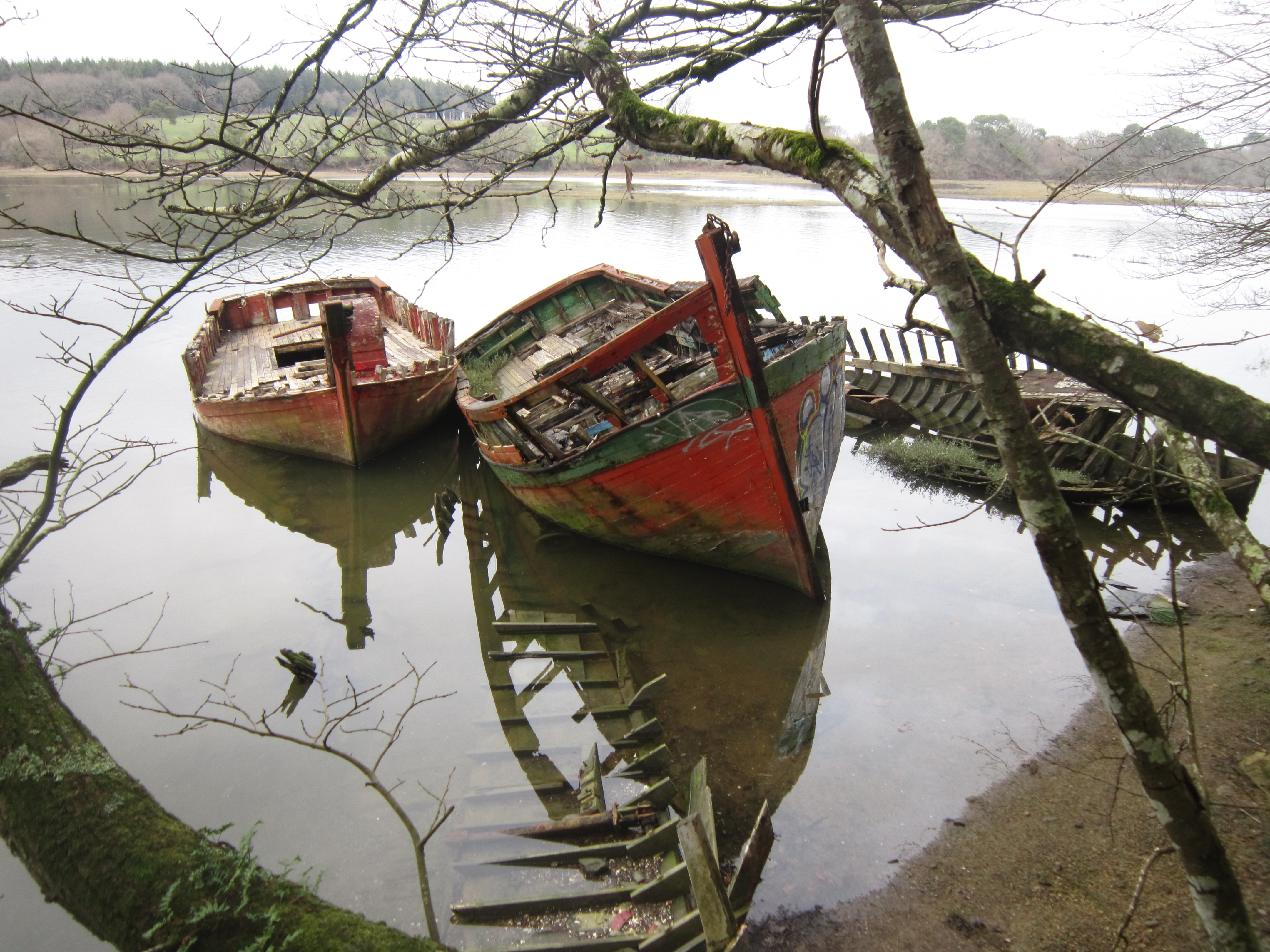
Épaves dans le cimetière de bateaux de l'Anse du Govillo.
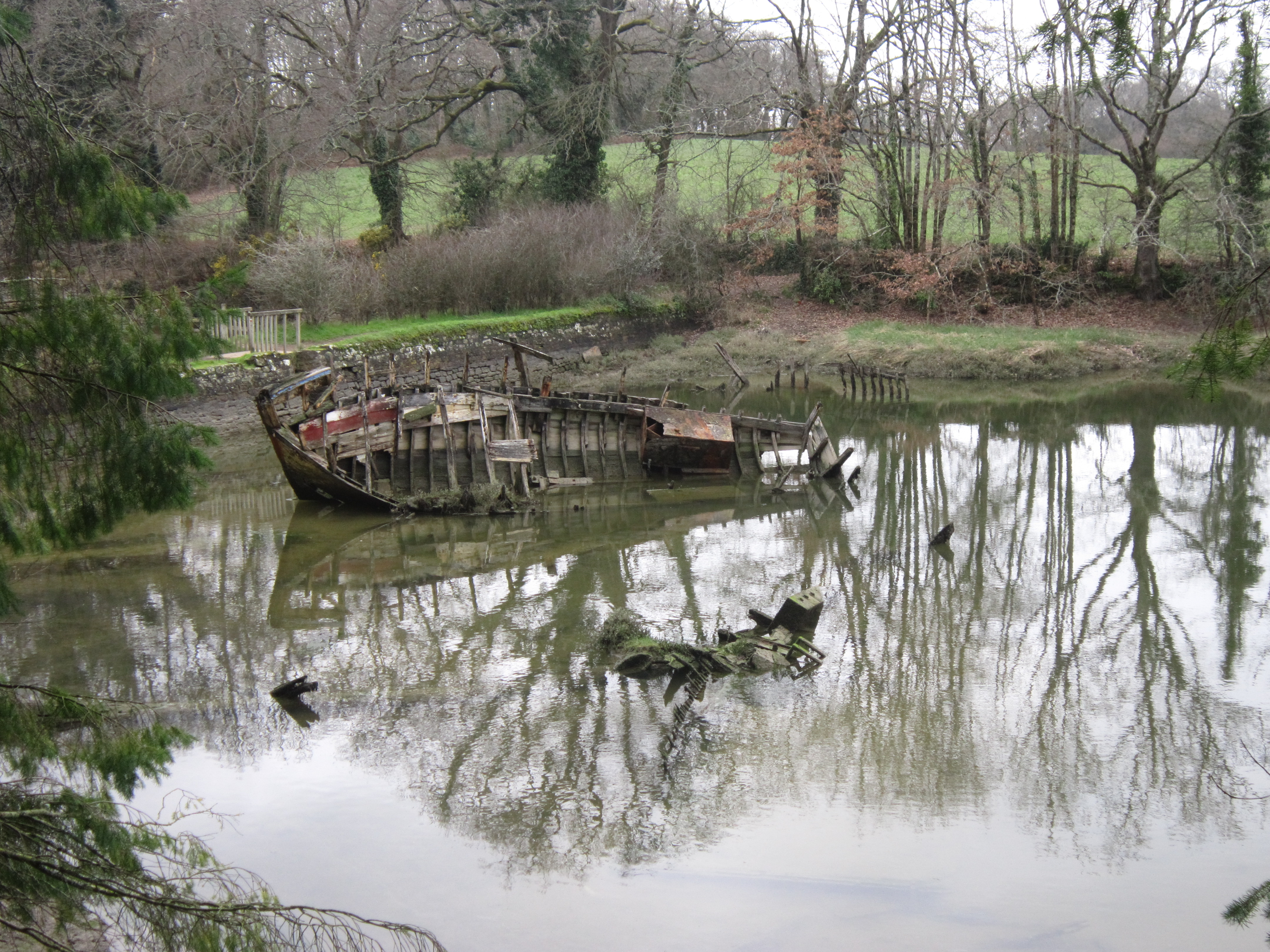
Épave dans le cimetière de bateaux de l'Anse du Govillo.
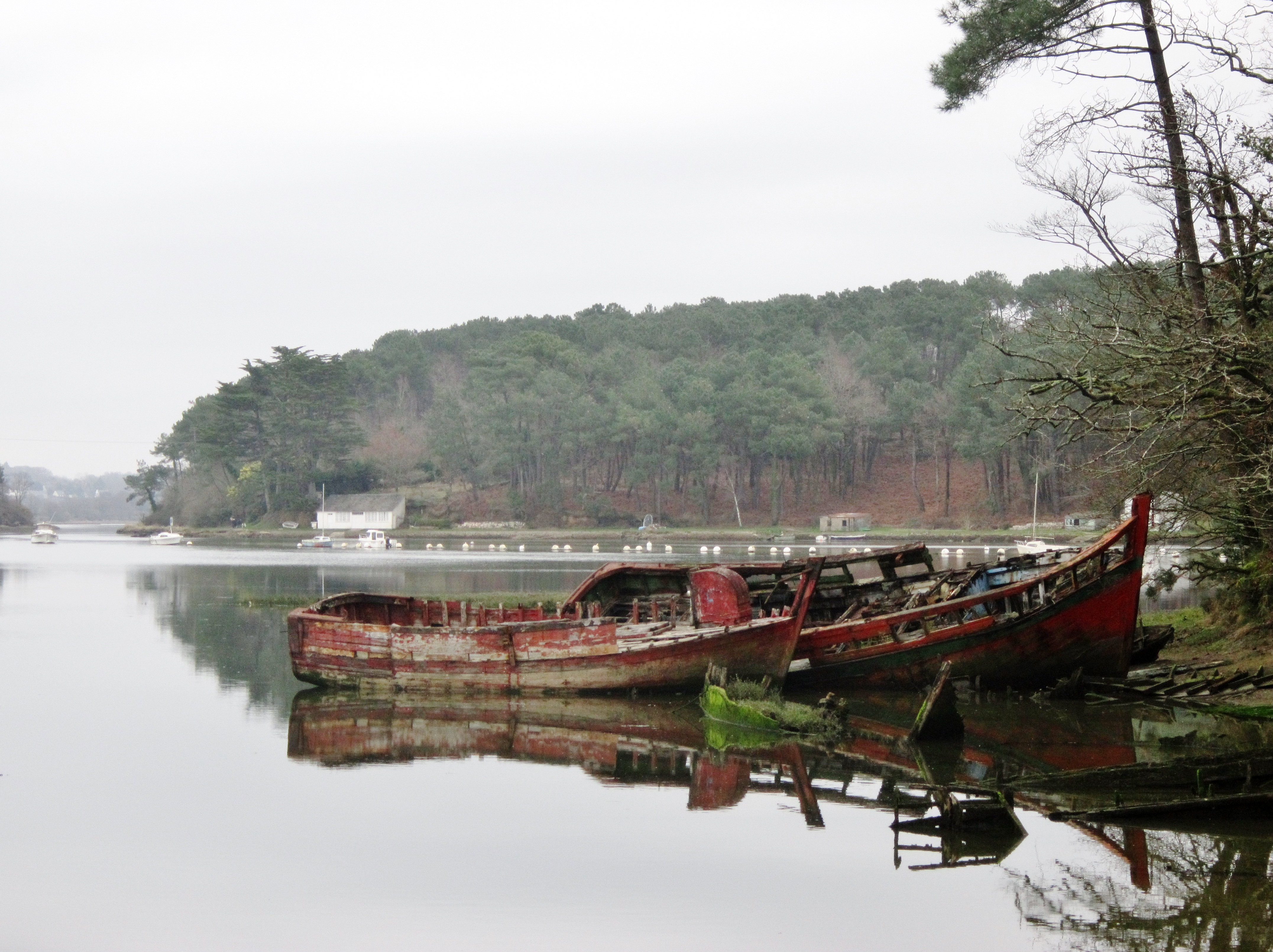
L'épave du Aimons-nous dans le cimetière de bateaux de l'Anse du Govillo.

#### L'essor de l'ostréiculture
Au XIXe siècle (et certainement bien avant) le Sal et la Rivière d'Auray offraient une suite presque ininterrompue de gisements naturels d’huîtres plates et autres coquillages, allant de Sainte-Avoye et du Plessis à la pointe du Blaire.
Toujours au début du XXe siècle, les travaux de Coste et De Bon sur la reproduction et le captage des huîtres ont permis au Bono surtout, mais aussi à Pluneret le long de la rive droite de la Rivière du Bono, de participer à la naissance de l'ostréiculture.
Chaque famille possédait quelques milliers de tuiles destinées au captage du naissain. Au mois de juin, la rivière serpentait entre deux véritables murailles de tuiles fraîchement chaulées attendant leur mise à l'eau. Ces petits chantiers ostréicoles occupaient essentiellement les femmes, les enfants en âge de prêter la main et les retraités. Avant Pâques, marquant le début de la saison de pêche, la « drague » des huîtres sur les bancs naturels des rivières d'Auray et du Bono apportait l'argent frais sur lequel on comptait pour payer le boulanger. C'était le « pain d'hiver ».
Les épizooties de Marteilia refringens déclarée en 1974, puis de Bonamia en 1980 ont décimé la quasi-totalité des gisements d'huîtres plates de la région, amorçant le déclin de l'ostréiculture locale que l'introduction de Crassostrea gigas n'a pu enrayer.
Aujourd'hui subsistent encore de nombreuses traces de cette intense activité : terre-pleins et cabanes se dégradant sous les herbes folles, bassins disparaissant sous la vase. Mais au début des années trente, après des essais peu concluants de motorisation de leurs bateaux et la difficile traversée de la crise économique, les pêcheurs bonovistes se sont tournés vers les chalutiers de La Rochelle, de Lorient puis de Concarneau ou vers la marine de commerce où beaucoup d'entre eux ont excellé.

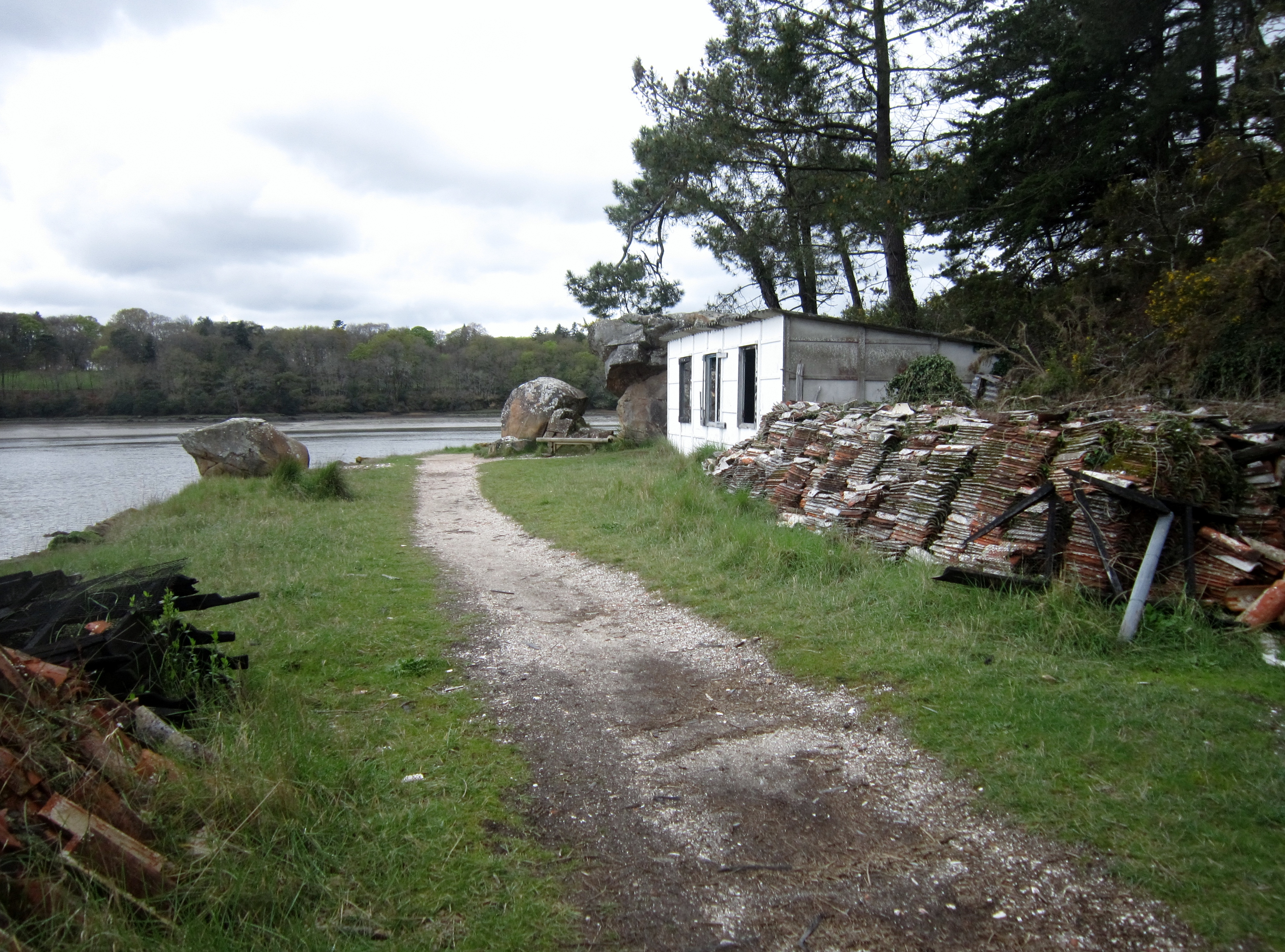
Terre-plein ostréicole (avec tas de tuiles et ancien cabanon d'ostréiculteur) le long de la Rivière d'Auray près de la Pointe de Kerisper.
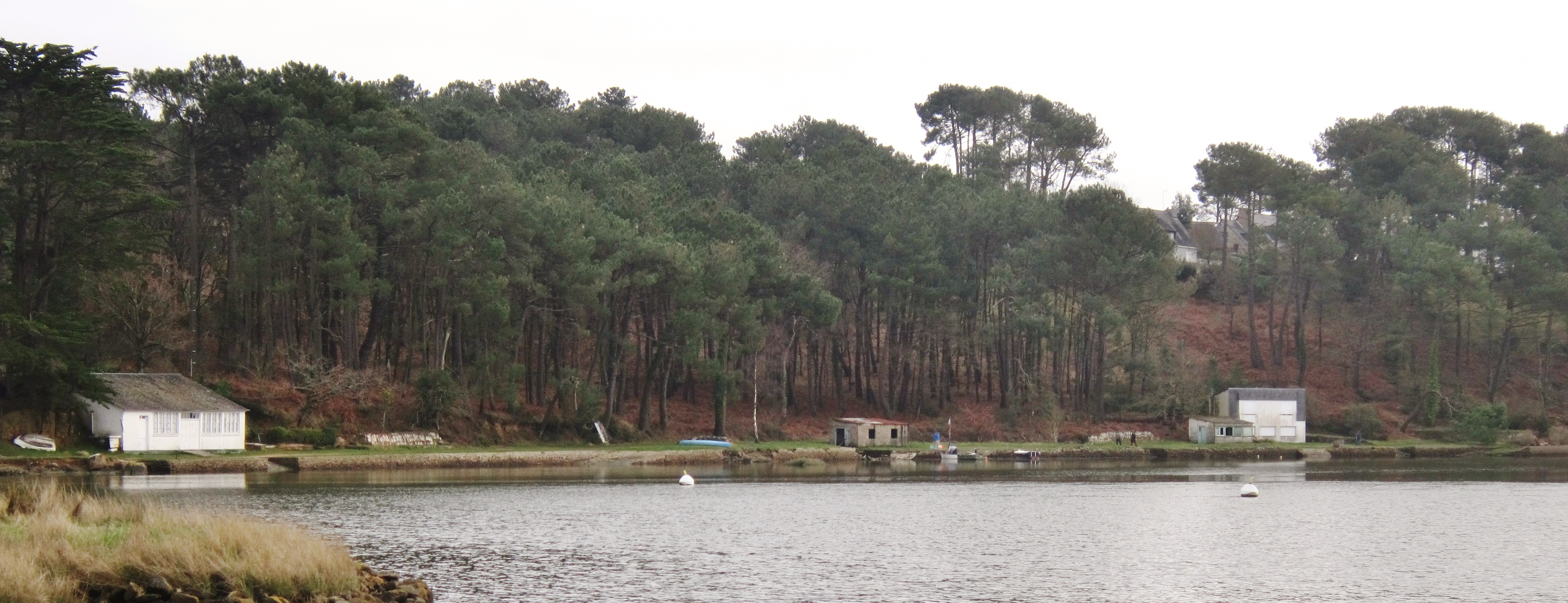
Terre-pleins et anciennes cabanes ostréicoles le long de la Rivière du Bono.
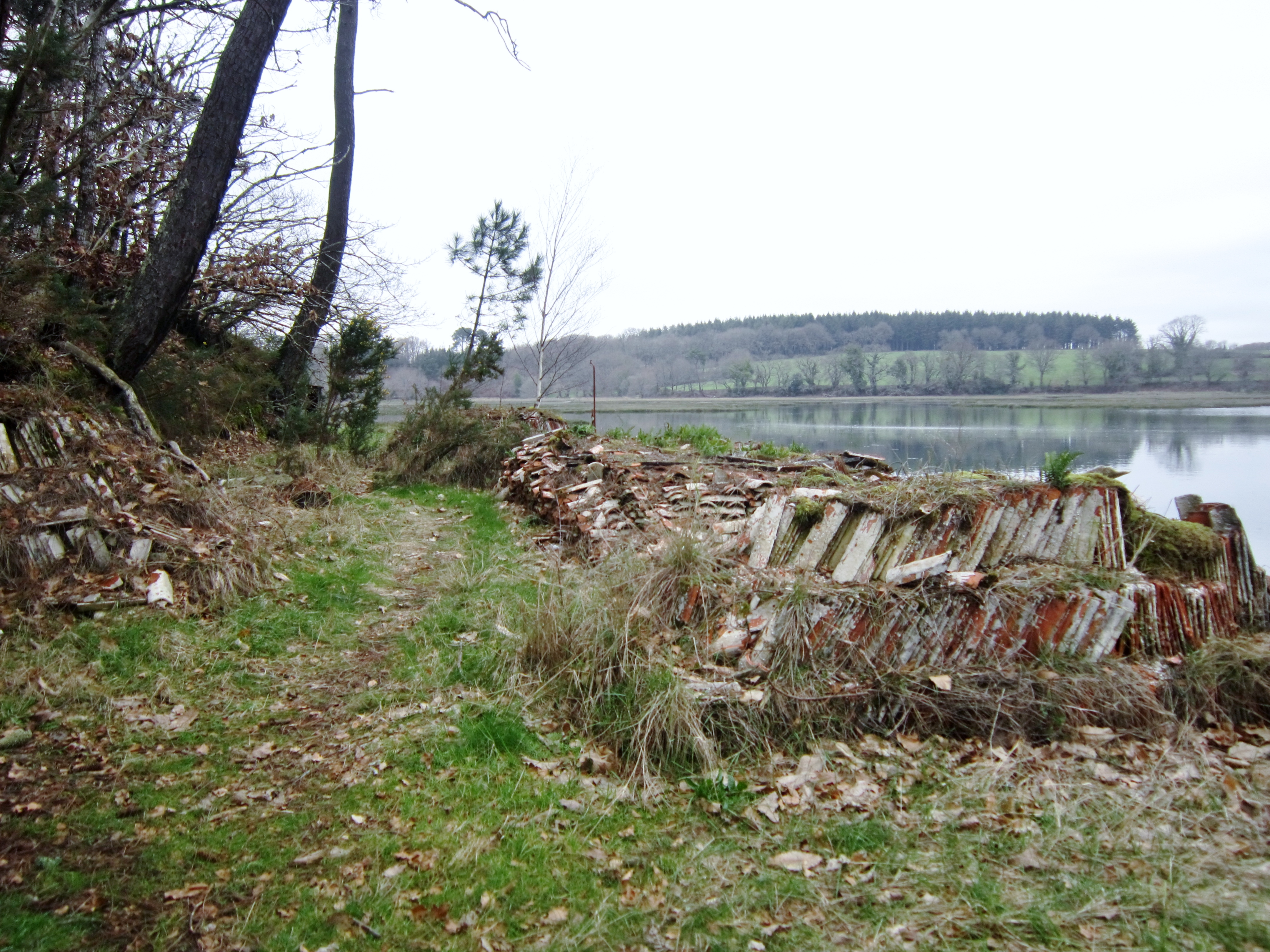
Tas d'anciennes tuiles ostréicoles sur un terre-plein le long de la rive droite de la Rivière du Bono.
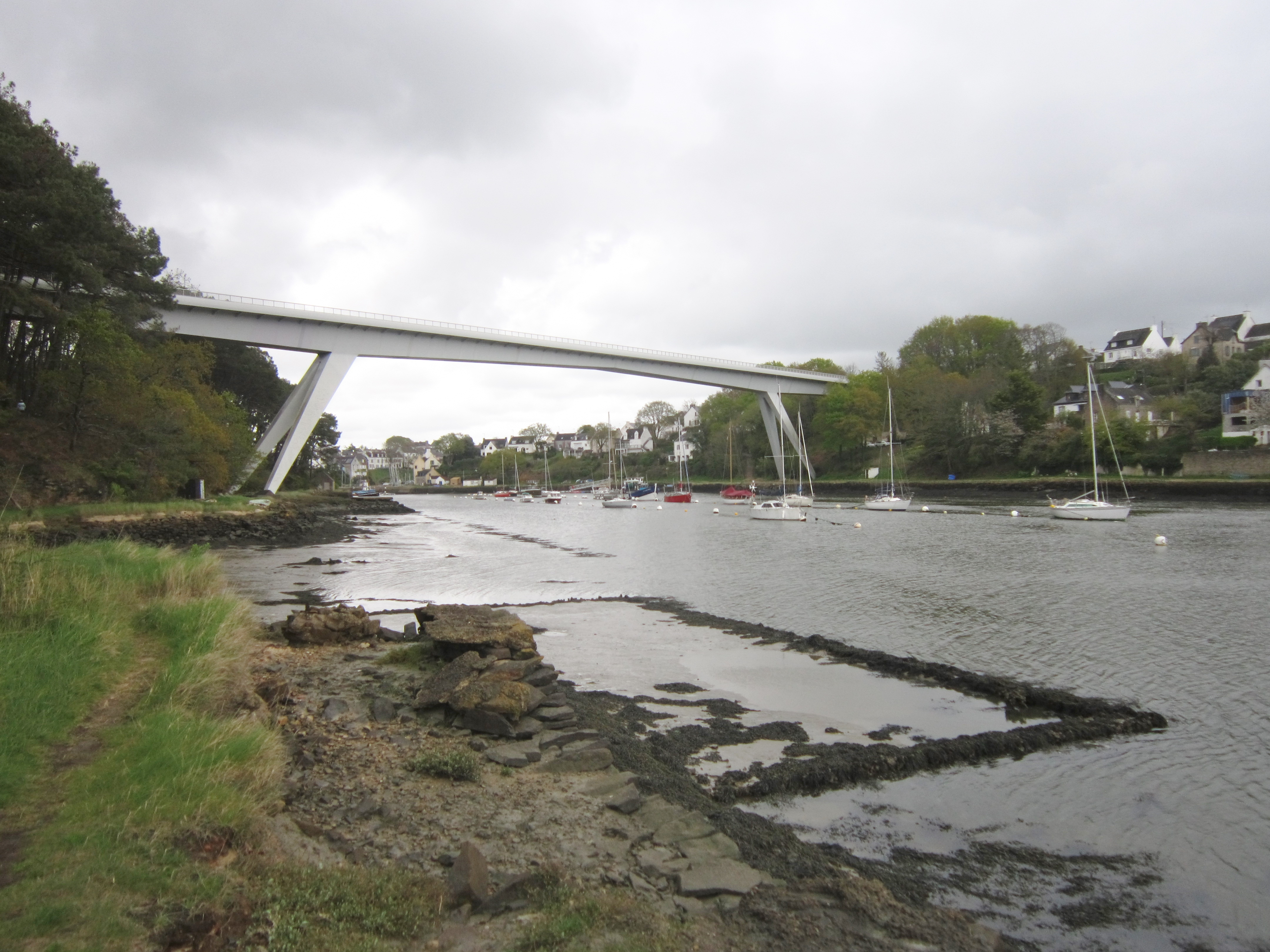
Le pont Joseph Le Brix et les anciens aménagements ostréicoles (terre-pleins et bassins) vus côté rive droite de la Rivière du Bono depuis le sentier littoral menant à la Pointe de Kerisper.

#### La Première Guerre mondiale
Le monument aux morts de Pluneret porte les noms de 135 soldats morts pour la France pendant la Première Guerre mondiale ; parmi eux 9 sont morts en Belgique, dont 1 (François Le Quer) dès le 21 août 1914 et 5 (Pierre Brégent, Joseph Le Hec Jean Le Nino, Gildas Le Veux et Louis Mahuas) le lendemain, soit à Arsimont, soit à Rossignol, soit à Maissin ; 4 (Henri Danic, Joseph Le Derff, Pierre Brent et Joseph Le Golvan) sont des marins morts en mer ; 4 (Julien Estin, Mathurin Le Bourhis, Jean Le Coz et François Tosten) sont morts dans les Balkans alors qu'ils étaient membres de l'Armée française d'Orient ; 1 (Jean Guillerme) est mort en Turquie lors de la bataille de Sedd-Ul-Bahr ; 3 (Joseph Boché, Fortuné Burguin et Joseph Nicol, ce dernier après l'armistice) sont morts alors qu'ils étaient en captivité en Allemagne ; la plupart des autres sont décédés sur le sol français (parmi eux 10 ont été décorés de la Médaille militaire et de la Croix de guerre et 5 de la Croix de guerre.
Jean Thomazo, né en 1892 à Mériadec, soldat au 1er régiment de marche d'Afrique, fut fusillé pour l'exemple le 10 septembre 1916 à Maurepas (Somme) pour « avoir essayé de quitter le champ de bataille après avoir détroussé des cadavres allemands ».

#### L'Entre-deux-guerres
Pierre Sténic, soldat de la 156e division d'infanterie, qui faisait alors partie de l'Armée du Levant, est décédé des suites de ses blessures le 18 avril 1921.

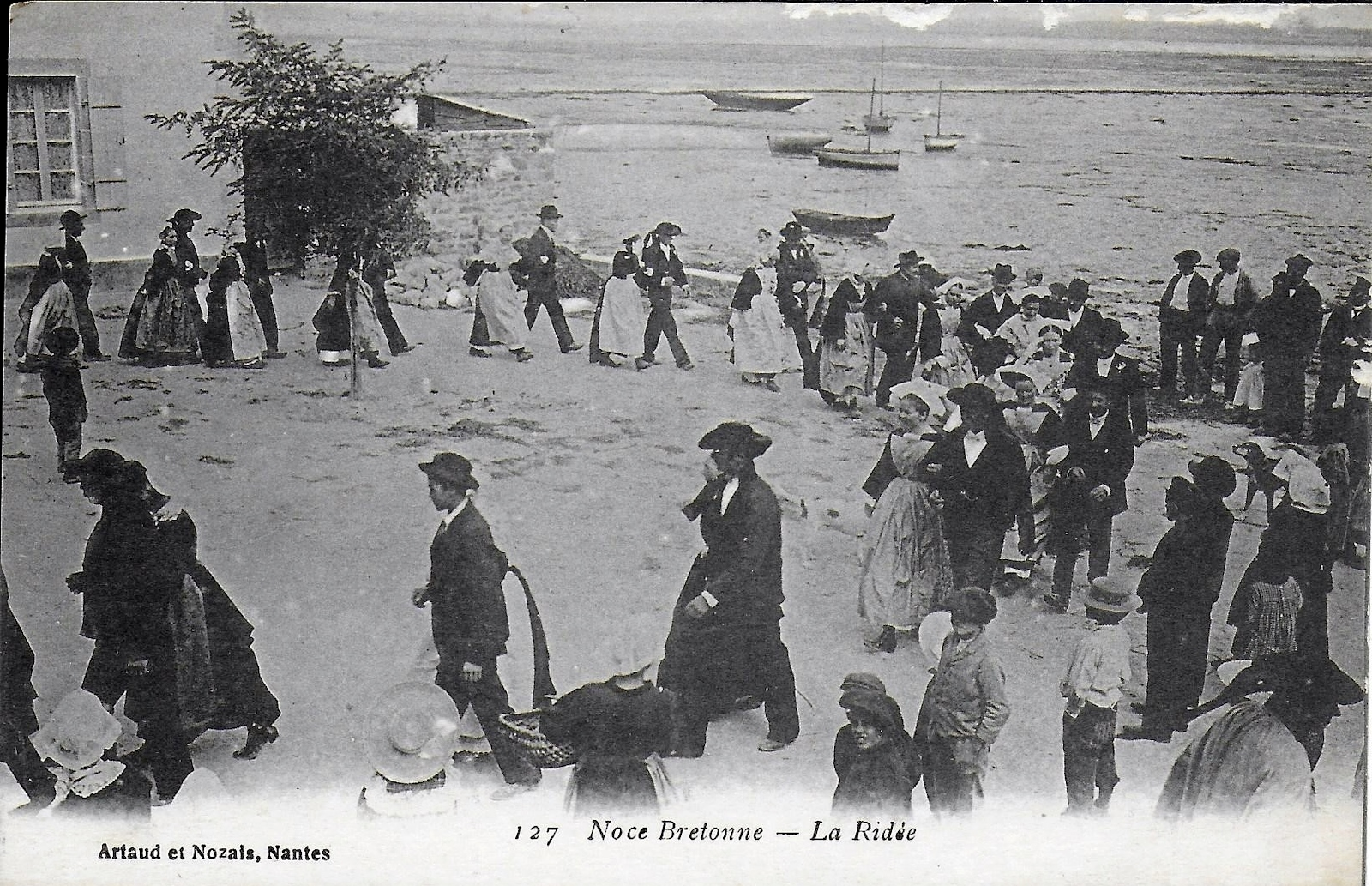
La danse de la ridée à Pluneret (carte postale Artaud et Nozais, vers 1920).
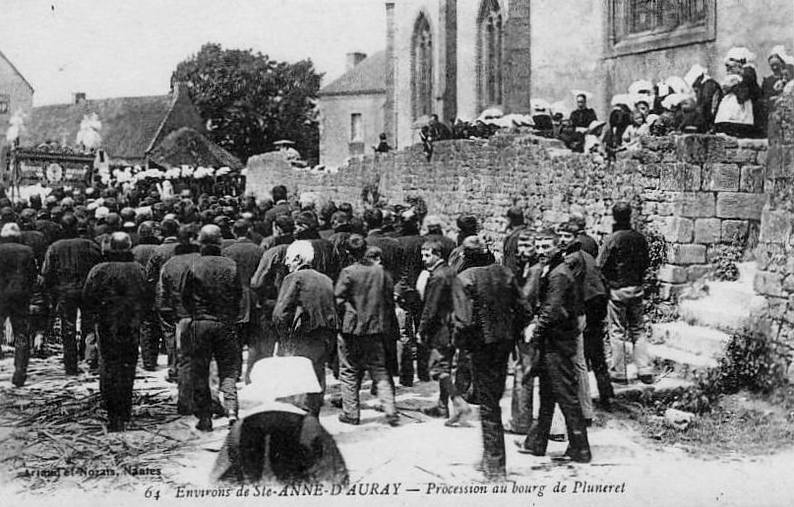
Procession dans le bourg de Pluneret (carte postale Artaud et Nozais, vers 1920).
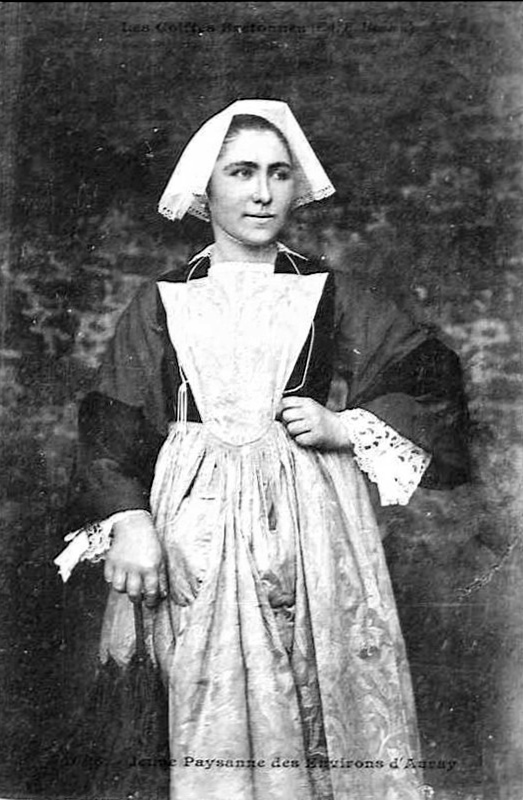
Jeune paysanne des environs d'Auray (Pluneret probablement).

#### La Seconde Guerre mondiale
Le monument aux morts de Pluneret porte les noms de 15 personnes mortes pour la France pendant la Seconde Guerre mondiale, dont celui de Paul Marie Espivent de La Villesboinet, aspirant, tué à Rouen le 9 juin 1940 sur la rive sud du pont Corneille alors qu'il tentait de défendre le franchissement de la Seine et décoré pour cette raison de la Médaille militaire et de la Croix de guerre avec palme.
Parmi les autres morts de cette guerre, 3 (Louis Allanic, Xavier Brianceau, Stanislas Le Louer et Joseph Lebarh) sont des victimes civiles ; Noël Perichaut a été tué le 16 juin 1940 lors de la Campagne de France ; René Thomas, marin, a été victime de l'attaque anglaise de Mers el-Kébir le 3 juillet 1940 ; Maurice Le Brazidec est un marin mort en mer le 24 juillet 1940 au large de Dieppe.
Quatre aviateurs britanniques de la Royal Air Force ont été tués victimes de la chute de leur avion Hampden L4194 le 22 novembre 1940 à la Croix Percée en Pluneret. Leurs tombes se trouvent dans le carré militaire du cimetière de Boismoreau à Vannes.

#### La séparation avec Sainte-Anne-d'Auray
Le village de Sainte-Anne (ou Keranna), qui a longtemps fait partie de la commune de Pluneret, a été érigé en commune le 26 février 1950 sous le nom de Sainte-Anne-d'Auray. C'est là l'aboutissement d'un long processus de scission entrepris dès la fin du XIXe siècle avec la création dans un premier temps d'une section électorale distincte en 1888, plusieurs refus successifs (notamment en 1903 et 1929) de création d'une commune indépendante de celle de Pluneret.

#### L'après-Seconde-Guerre-mondiale
René Rouxel, né le 29 octobre 1940 à Pluneret, est décédé le 25 octobre 1960 à l'Hôpital d'instruction des armées du Val-de-Grâce à Paris, de ses blessures contractées dans le secteur de Bône, pendant la guerre d'Algérie.

## Politique et administration

### Liste des maires
| Période                                  | Période                | Identité             | Étiquette | Qualité                                                                                      |
| ---------------------------------------- | ---------------------- | -------------------- | --------- | -------------------------------------------------------------------------------------------- |
|                                          |                        |                      |           |                                                                                              |
| avant 1802                               | 1807                   | Jean Louis Lemero    |           | Laboureur.                                                                                   |
| 1808                                     | 1817                   | Pierre Rio           |           | Laboureur et cabaretier.                                                                     |
| 1817                                     | 1821                   | Jean Le Barh         |           |                                                                                              |
| 1821                                     | 1824                   | Paul de Robien       |           | Mestre de camp de cavalerie en 1786. Général d'Empire.                                       |
| 1824                                     | 1827                   | Jean Le Barh         |           | Déjà maire entre 1817 et 1821.                                                               |
| 1827                                     | 1830                   | Paul de Robien       |           | Comte. Fils de Paul Julien Malo de Robien, maire antérieurement. Conseiller général.         |
| 1830                                     | 1859                   | Thuriau Dano         |           | Laboureur.                                                                                   |
| 1863                                     | 1885                   | Joseph-François Dano |           | Cultivateur. Fils de Thuriau Dano, maire précédent.                                          |
| 1885                                     | 1903                   | Pierre-Marie Tanguy  |           | Cultivateur propriétaire.                                                                    |
| 1903                                     | après 1907             | Louis Le Pévédic     |           | Meunier à Tréauray en Pluneret.                                                              |
|                                          |                        |                      |           |                                                                                              |
| ca. 1930                                 | septembre 1955 (décès) | Vincent Jollivet     |           |                                                                                              |
| novembre 1955                            | mars 1959              | Jean Corfmat         |           | Marchand de porcs, résistant Réélu en 1959                                                   |
| mars 1959                                | mars 1965              | Louis Le Gouguec     |           | Directeur de succursale bancaire                                                             |
| mars 1965                                | mars 1977              | Jean Le Carrer       |           | Réélu en 1971                                                                                |
| mars 1977                                | juin 1995              | Michel Pommois       | DVD       | Éleveur. Réélu en 1983 et 1989. Son nom a été donné au gymnase de la commune.                |
| juin 1995                                | mars 2014              | Jean-Jacques Mérour  | DVG       | Retraité de la CPAM Réélu en 2001 et 2008                                                    |
| mars 2014                                | En cours               | Franck Vallein       | DVG       | Responsable de site Veolia 8e vice-président d'Auray Quiberon Terre Atlantique Réélu en 2020 |
| Les données manquantes sont à compléter. |                        |                      |           |                                                                                              |

## Démographie
L'évolution du nombre d'habitants est connue à travers les recensements de la population effectués dans la commune depuis 1793. Pour les communes de moins de 10 000 habitants, une enquête de recensement portant sur toute la population est réalisée tous les cinq ans, les populations de référence des années intermédiaires étant quant à elles estimées par interpolation ou extrapolation. Pour la commune, le premier recensement exhaustif entrant dans le cadre du nouveau dispositif a été réalisé en 2006.

En 2022, la commune comptait 6 257 habitants, en évolution de +12,05 % par rapport à 2016 (Morbihan : +3,82 %, France hors Mayotte : +2,11 %).
| 1793  | 1800  | 1806  | 1821  | 1831  | 1836  | 1841  | 1846  | 1851  |
| ----- | ----- | ----- | ----- | ----- | ----- | ----- | ----- | ----- |
| 2 027 | 1 876 | 1 804 | 2 068 | 2 196 | 2 155 | 2 150 | 2 490 | 2 795 |

| 1856  | 1861  | 1866  | 1872  | 1876  | 1881  | 1886  | 1891  | 1896  |
| ----- | ----- | ----- | ----- | ----- | ----- | ----- | ----- | ----- |
| 2 894 | 2 922 | 2 853 | 3 215 | 3 516 | 3 666 | 3 273 | 3 399 | 3 459 |

| 1901  | 1906  | 1911  | 1921  | 1926  | 1931  | 1936  | 1946  | 1954  |
| ----- | ----- | ----- | ----- | ----- | ----- | ----- | ----- | ----- |
| 3 381 | 3 397 | 2 936 | 2 635 | 3 061 | 2 923 | 3 258 | 3 386 | 1 585 |

| 1962  | 1968  | 1975  | 1982  | 1990  | 1999  | 2006  | 2011  | 2016  |
| ----- | ----- | ----- | ----- | ----- | ----- | ----- | ----- | ----- |
| 1 578 | 1 630 | 1 871 | 2 333 | 3 195 | 3 714 | 4 554 | 5 223 | 5 584 |

| 2021  | 2022  | - | - | - | - | - | - | - |
| ----- | ----- | - | - | - | - | - | - | - |
| 6 140 | 6 257 | - | - | - | - | - | - | - |

## Langue et culture bretonnes
À la rentrée 2016, 183 élèves étaient scolarisés dans les filières bilingues publiques et catholiques (soit 24,4% des enfants de la commune inscrits dans le primaire).
Pluneret possède un cercle celtique et un bagad  appelé Festerion ar brug, depuis de nombreuses années, classé en 1re catégorie de la confédération Kendalc'h (1re catégorie Excellence). Le bagad est en 4e catégorie de la fédération Bodadeg ar Sonerion.

## Tourisme
- La chapelle Sainte-Avoye, surprenante et majestueuse, présente des ornements de style Renaissance. Elle renferme l’un des plus beaux jubés : une pièce rare, en bois de chêne polychrome, sculptée sur les deux faces.
- La vallée du Sal au creux de laquelle coule la rivière du Sal, nommée aussi la rivière du Bono. Cette vallée présente un environnement partagé entre terres salines, vasières et bocage. Il est possible d’y observer de nombreux oiseaux marins.

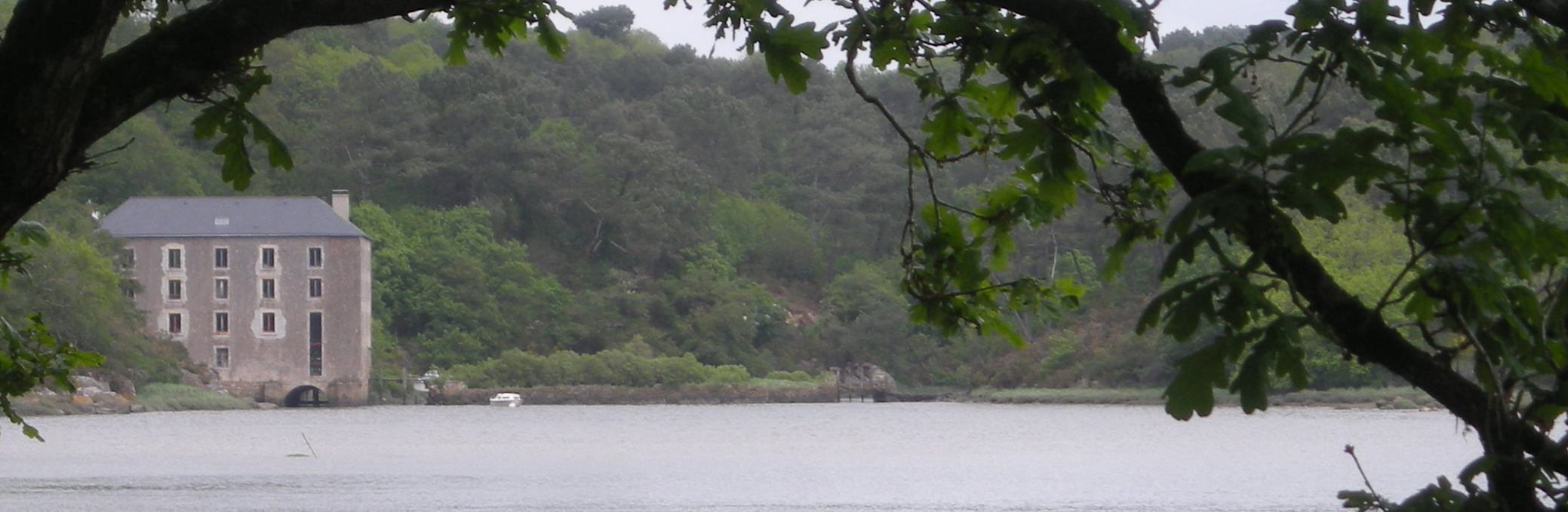
Paysage typique de la vallée du Sal avec au fond le moulin à marée de Pont-Sal.

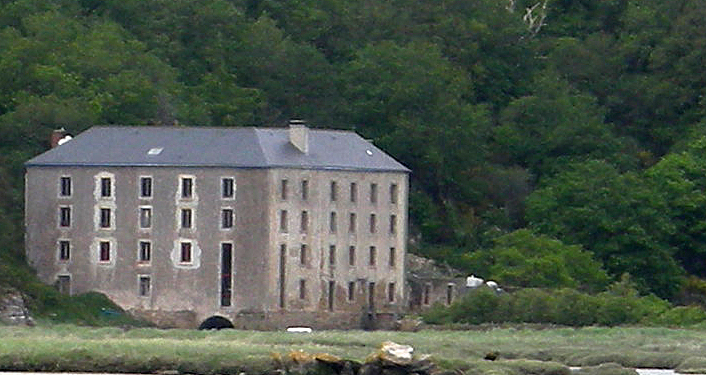
Le moulin à marée de Pont-Sal.

- Le cimetière de bateaux de l'Anse de Govillo.
- La gare de Sainte-Anne, dont l’architecture est unique en Bretagne. Elle est l’une des rares gares, en France, à être surmontée d’une statue religieuse[14]. La gare a été construite en 1862 par la Compagnie du chemin de fer de Paris à Orléans, compagnie privée de chemin de fer.
- Le circuit de la vallée du Sal (12,5 km), présent dans le « Carnet de balades au cœur du pays d’Auray » en vente dans les offices de tourisme. Sur la rive droite, celle de Pluneret, ce circuit emprunte le GR 34.

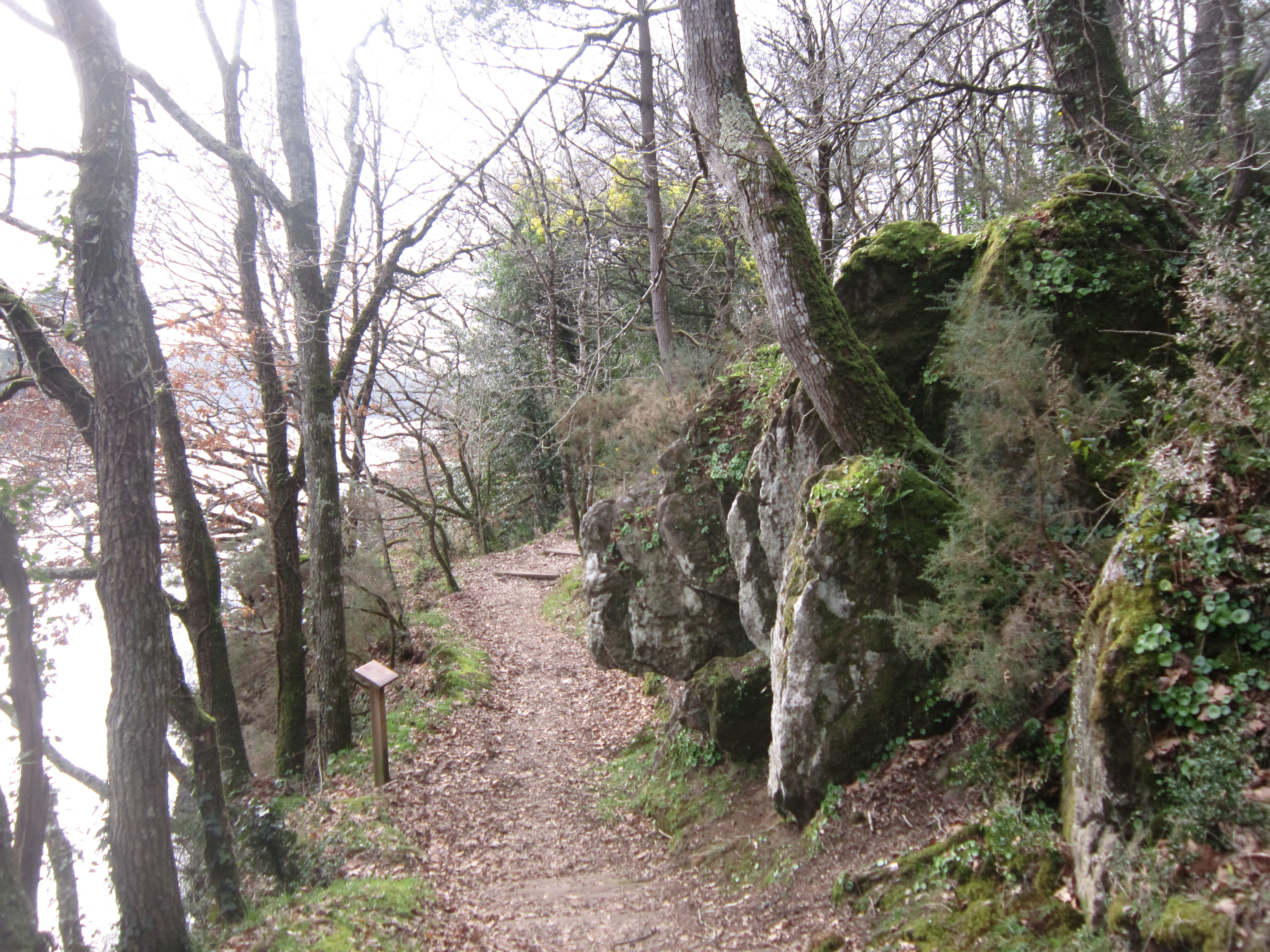
Le GR 34 près de Sainte-Avoye (rive droite de la Rivière du Bono).
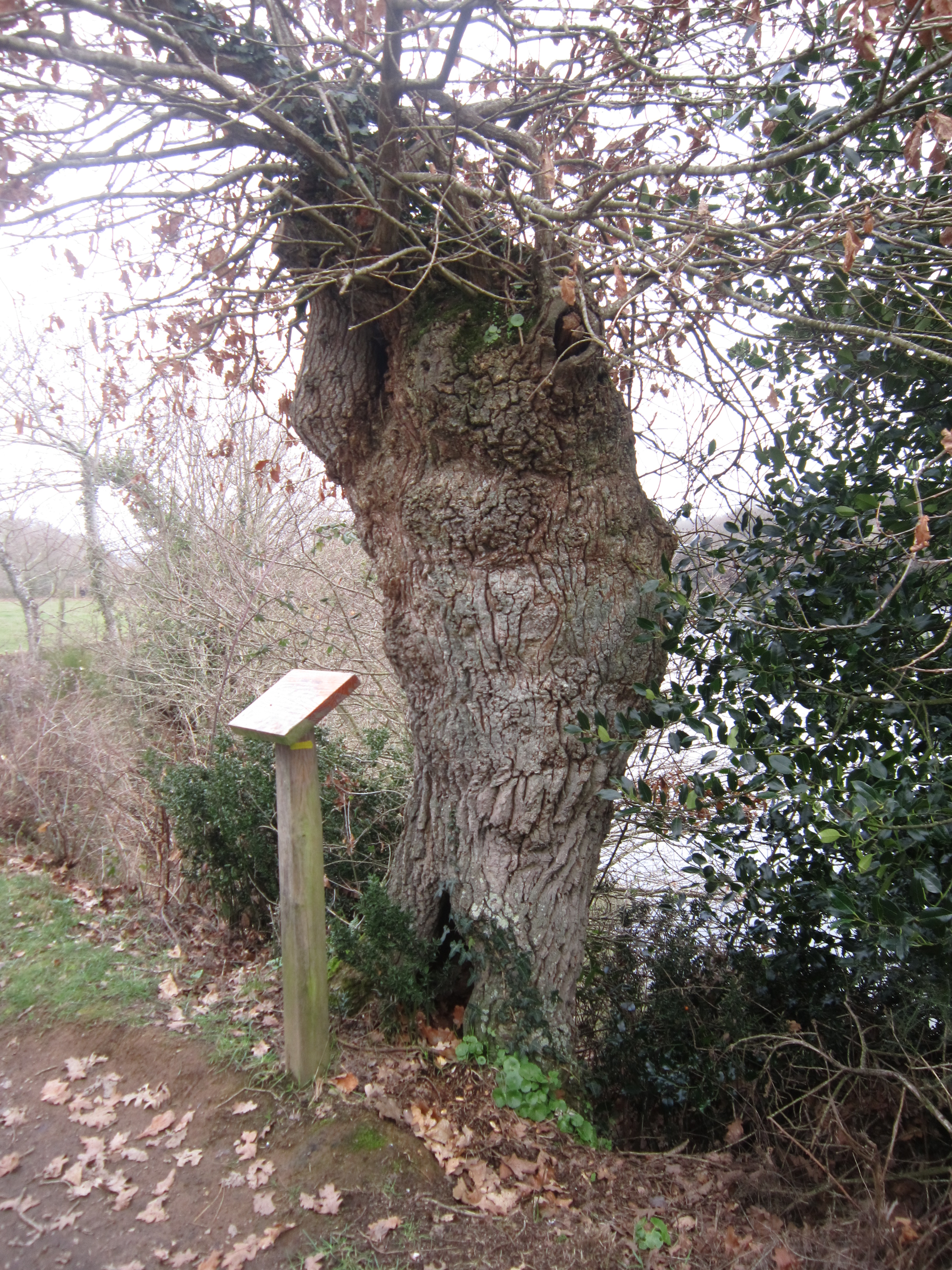
Arbre têtard (un chêne) le long de la rive droite de la Rivière du Bono (GR 34, en Pluneret).

## Lieux et monuments
Monuments historiques
Pluneret  possède trois monuments historiques :
- la chapelle de Sainte-Avoye, édifiée au XVIe siècle, classée au titre des monuments historiques par arrêté du 28 mai 1932[66], elle comporte un jubé Renaissance, lui-même protégé.

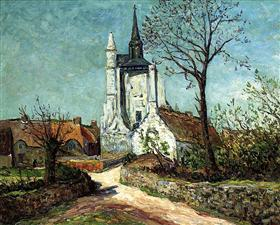
Village et chapelle de Sainte-Avoy Maxime Maufra, 1908 Collection privée.
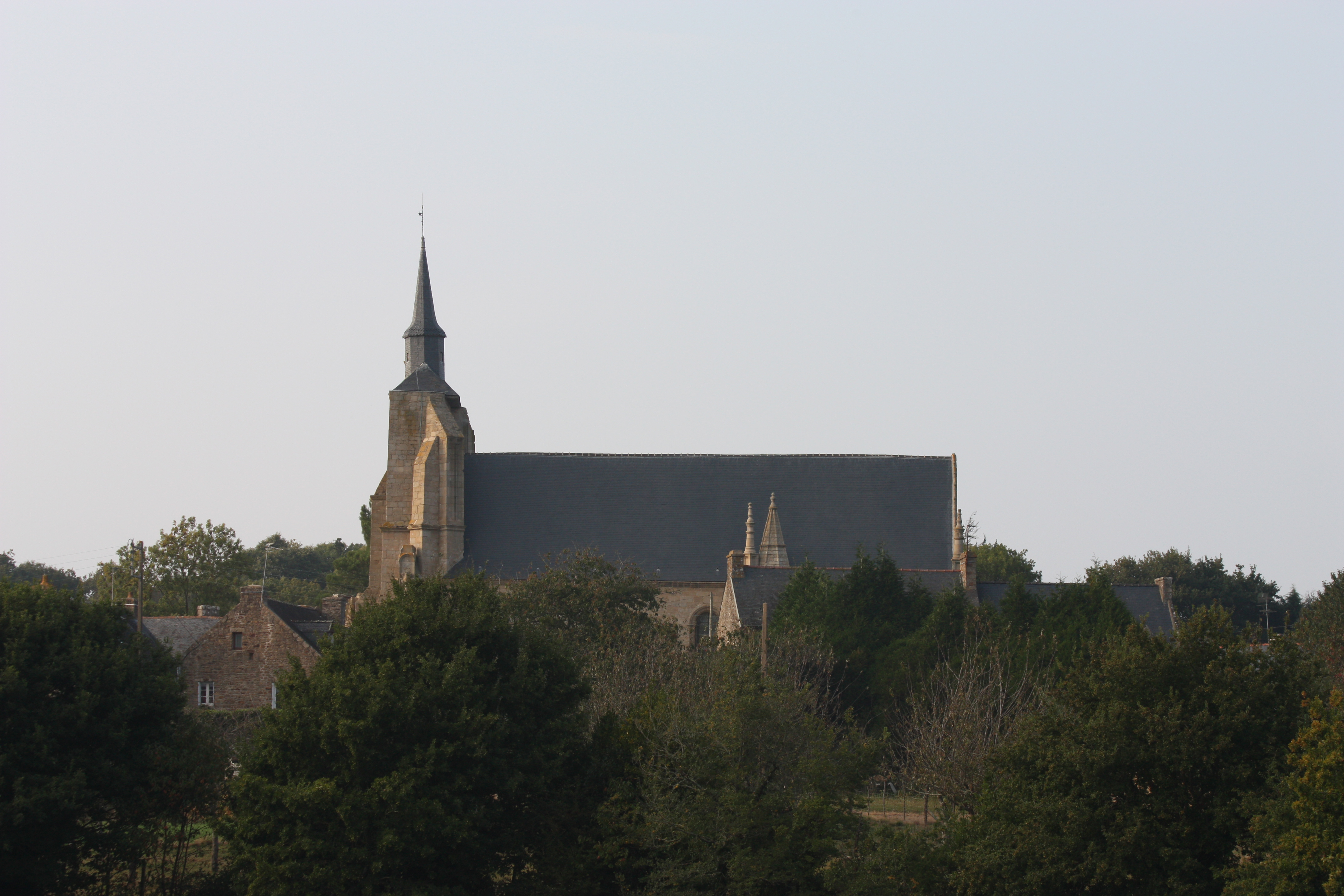
La chapelle Sainte-Avoye.
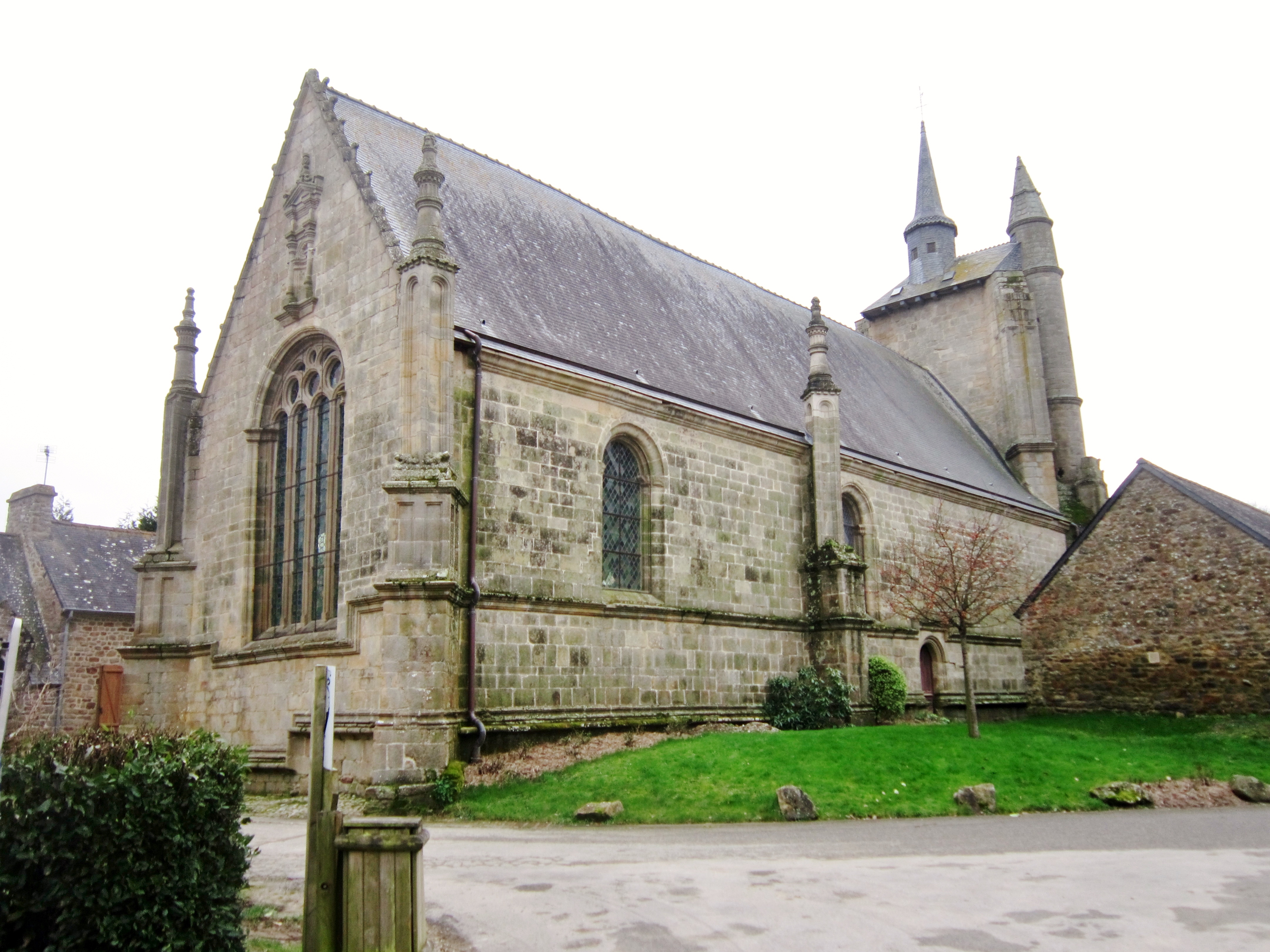
La chapelle Sainte-Avoye de Pluneret : vue extérieure d'ensemble.
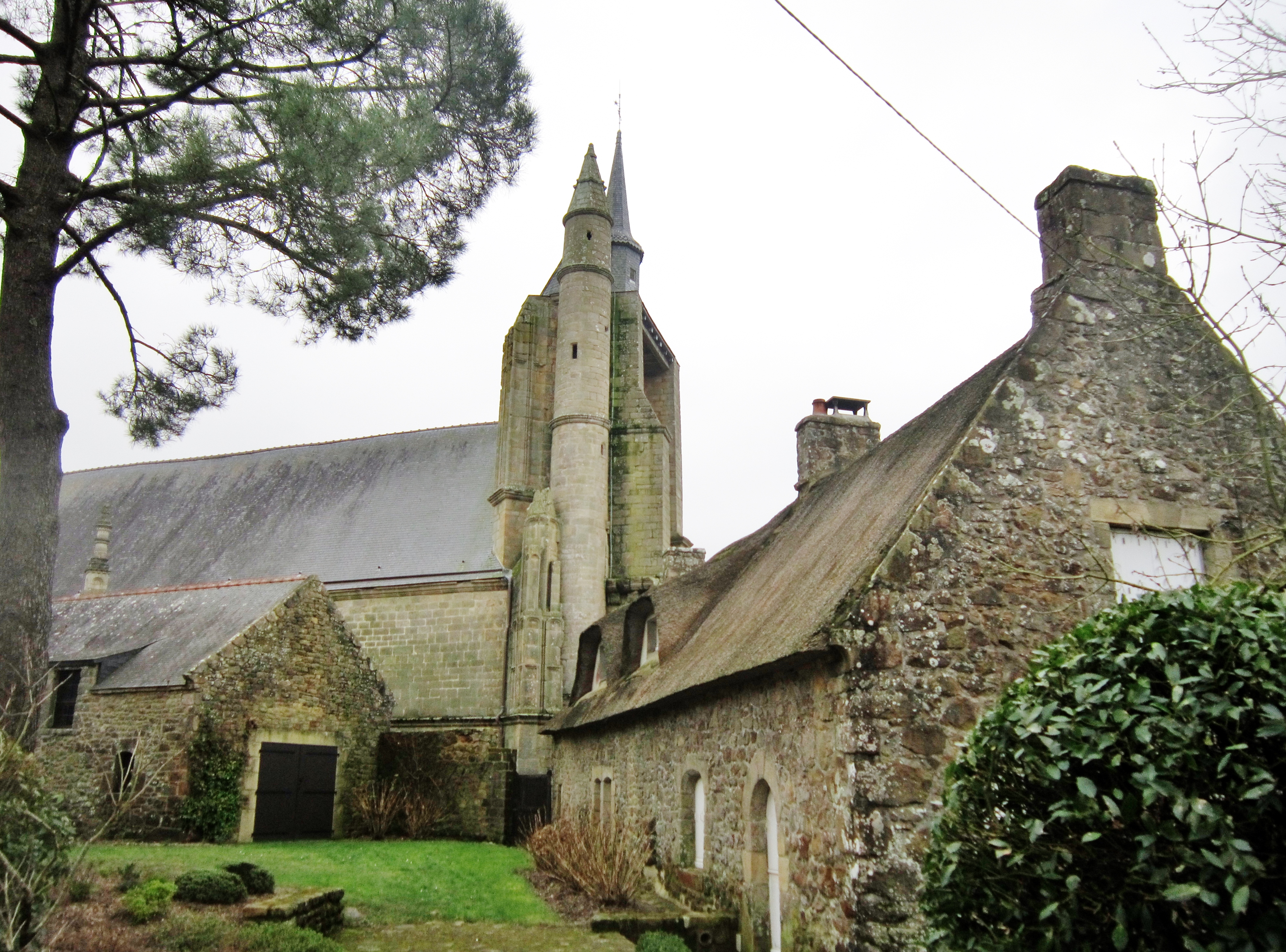
La chapelle Sainte-Avoye et une maison voisine.

- le dolmen de Kervingu, inscrit au titre des monuments historiques par arrêté du 19 mai 1969[67].
- La Croix Percée.

Autres monuments et sites
- Château de Kerisper, construit entre les XVIe et XXe siècles. En 1900, l'armateur nantais monsieur Doaud achète la propriété qui est une presqu'île de 150 hectares, incluant l'ancien château partiellement détruit, qu'il reconstruit en partie[29].

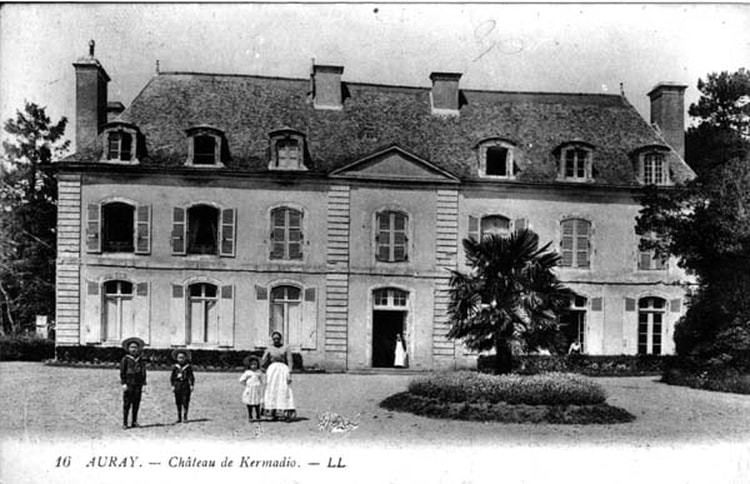
Le château de Kermadio vers 1910.

- Château de Kermadio, où vécut la comtesse de Ségur pendant ses vacances.
- Église paroissiale Saint-Pierre-et-Saint-Paul.

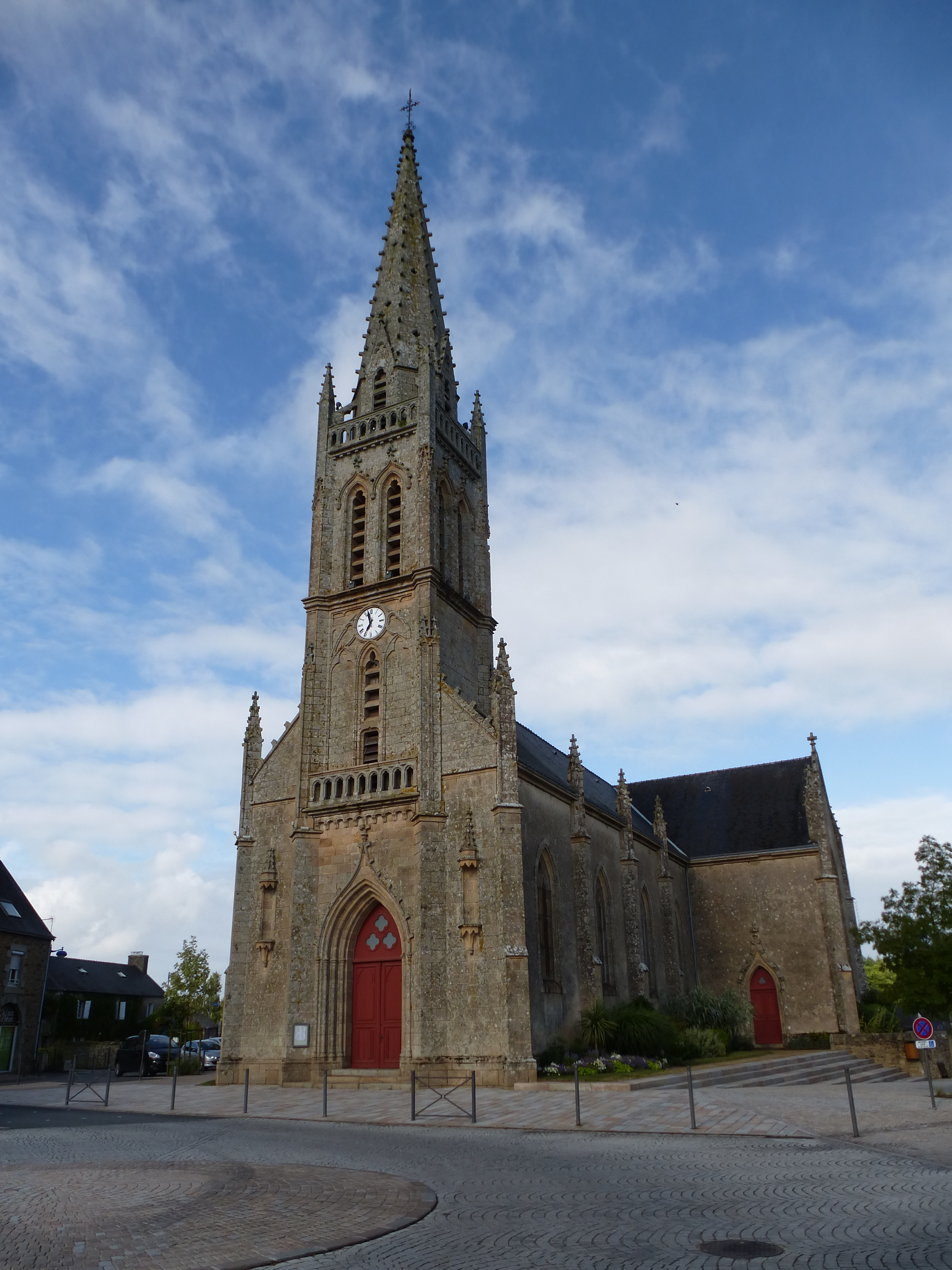
L'église paroissiale Saint-Pierre-et-Saint-Paul : vue extérieure d'ensemble.
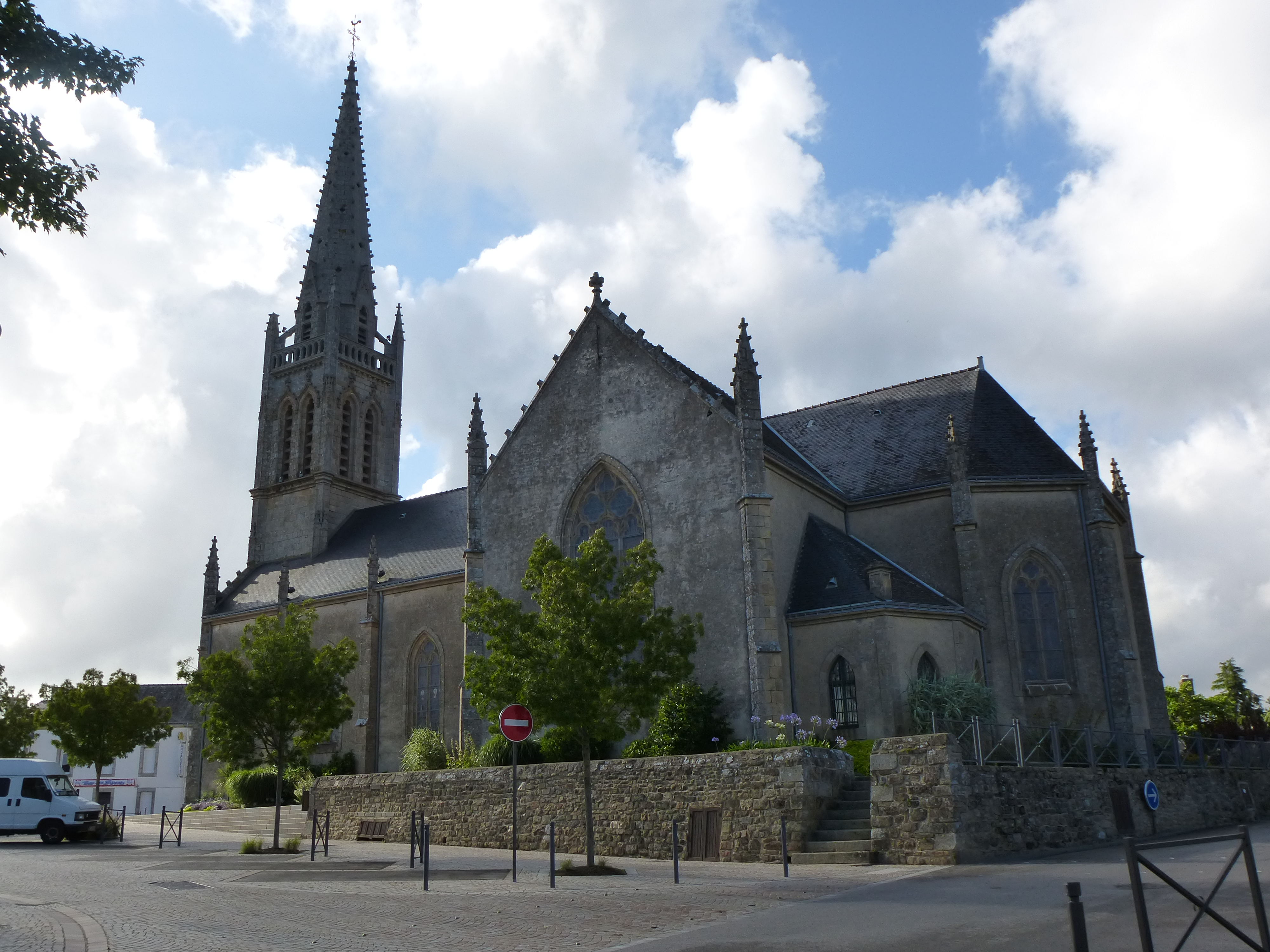
L'église paroissiale Saint-Pierre-et-Saint-Paul : flanc sud.

- Hameau de Sainte-Avoye.

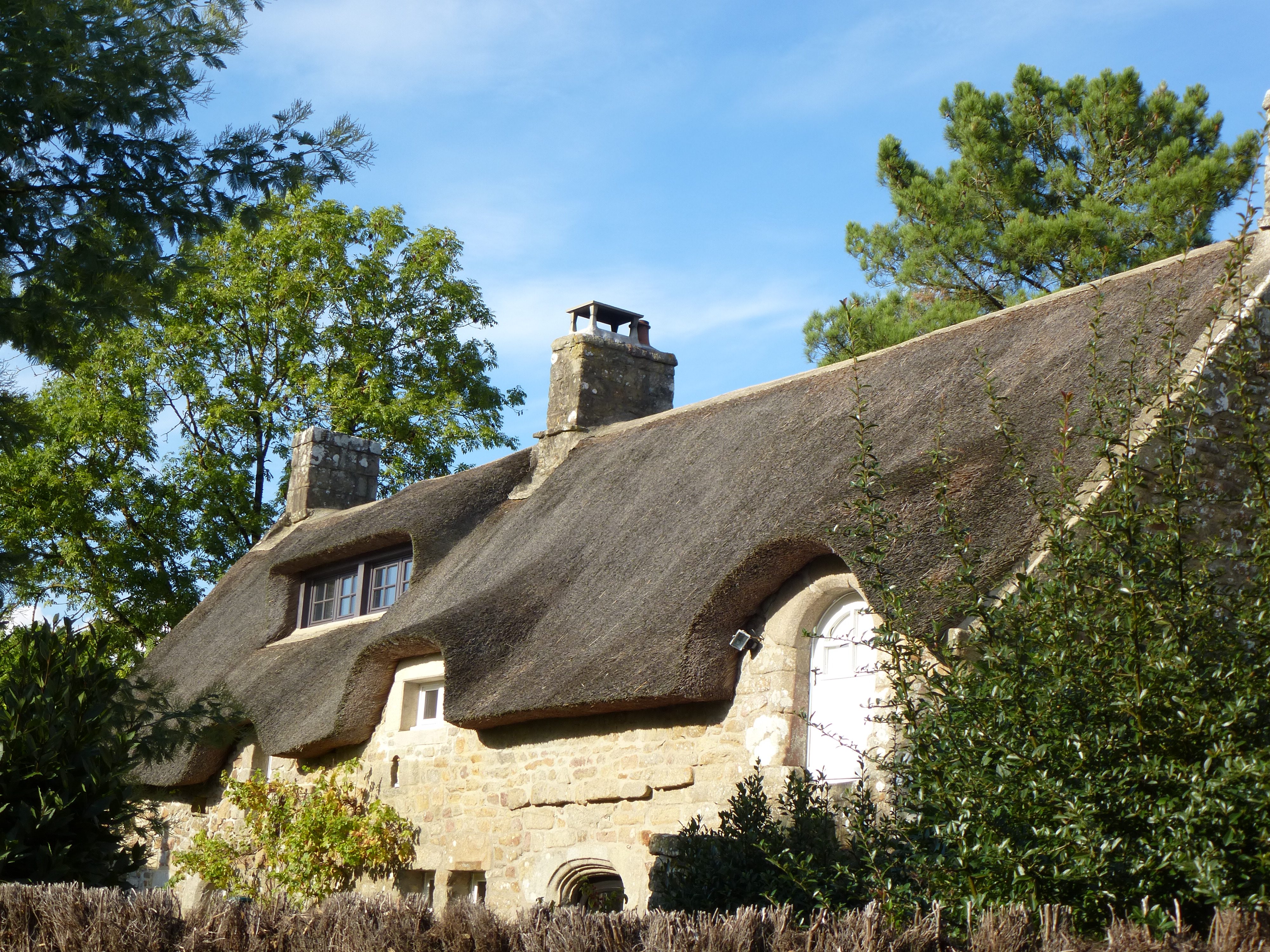
Chaumière dans le hameau de Sainte-Avoye.
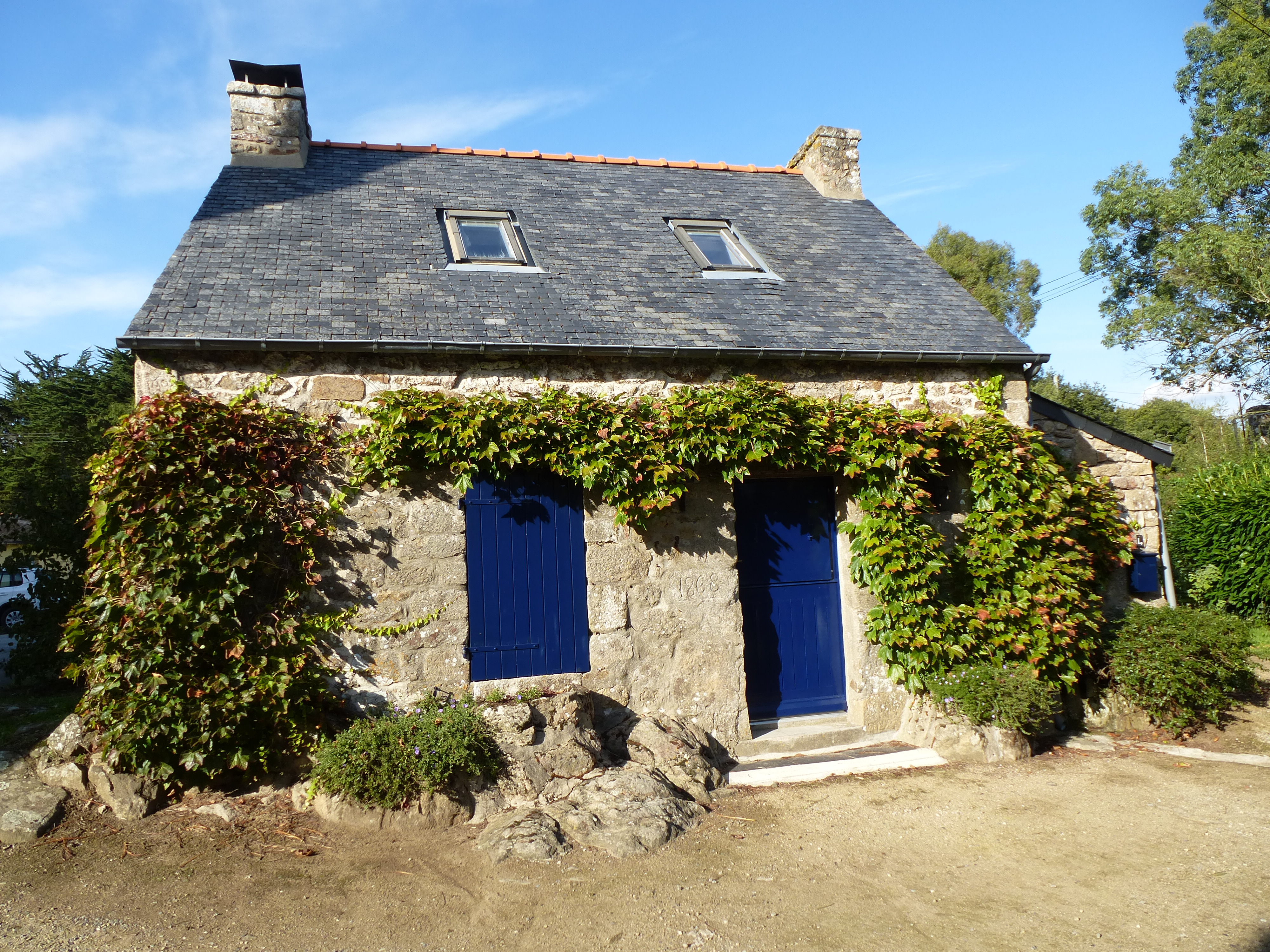
Maison ancienne dans le hameau de Sainte-Avoye.

## Personnalités liées à la commune

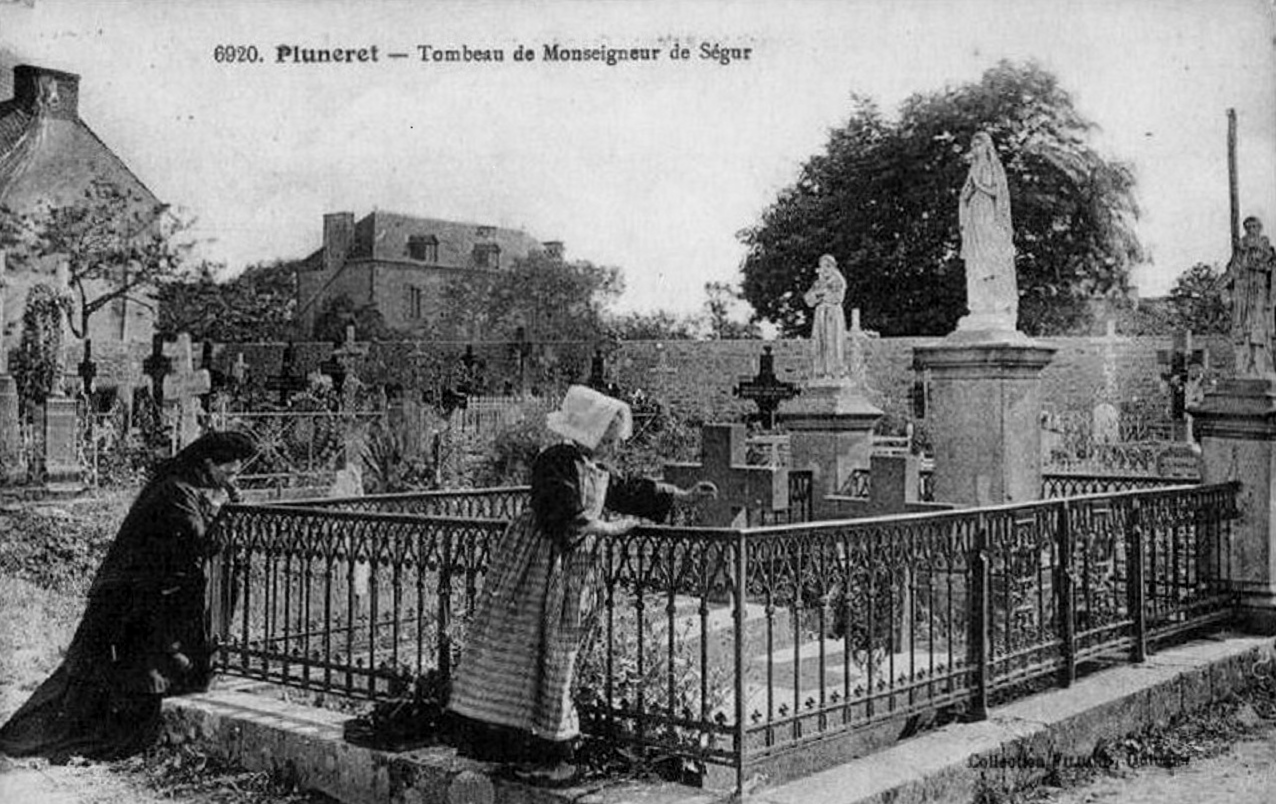
Pluneret : la tombe de Mgr Louis-Gaston de Ségur, fils de la comtesse de Ségur.

- Yves (ou Yvon) Nicolazic, né en 1591 à Pluneret et qui a affirmé avoir vu apparaître pour la première fois sainte Anne en 1622 à l'endroit où se trouve actuellement la basilique de Sainte-Anne-d'Auray, qui deviendra un des plus grands rassemblements des croyants bretons.
- Joseph Le Leuch, né le 12 février 1764 à Pluneret, est prêtre de Sainte-Avoye au moment de la Révolution française. Abbé insoumis, il devient trésorier de l'Armée Catholique et Royale de Bretagne, agent secret de la Chouannerie, puis chef de la Petite Église du pays vannetais.
- La comtesse de Ségur séjourna souvent au château de Kermadio, demeure de son gendre Fresneau, qui sert de cadre à plusieurs de ses romans. Elle est inhumée au cimetière municipal, en compagnie de sa fille Henriette, ainsi que son fils Mgr Louis-Gaston de Ségur (1820-1881).
- L'écrivain Octave Mirbeau y a vécu, à Kerisper, en 1887-1888, et y a composé son roman L'Abbé Jules.

## Autres aspects notables
La commune accueille chaque année le départ du semi-marathon Auray-Vannes.
Les « Jardins de Mémoire », site cinéraire privé créé en 1998, situé sur la rive gauche de la Rivière d'Auray au nord de la Pointe de Kerisper. Ce site vaste de 45 hectares est planté de 800 arbres ; au pied de chaque arbre qui devient la propriété de la famille concernée, les cendres d'un défunt sont enterrées et un espace est laissé aux soins des familles. Mais la société est placée en redressement judiciaire en janvier 2020 et le site, devenu un imbringlio juridique, est désormais à l'abandon.

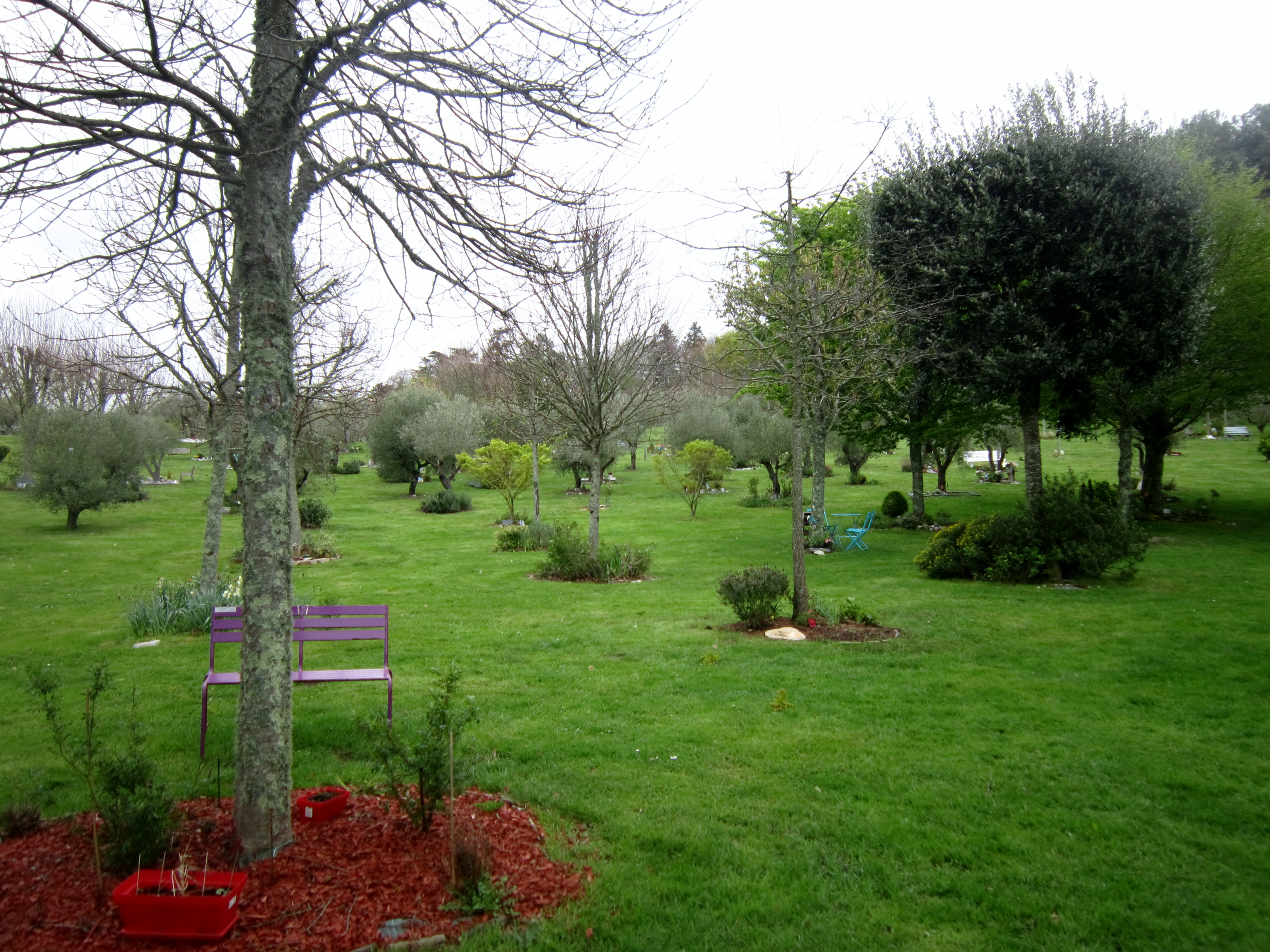
Les « Jardins de Mémoire », site cinéraire privé.
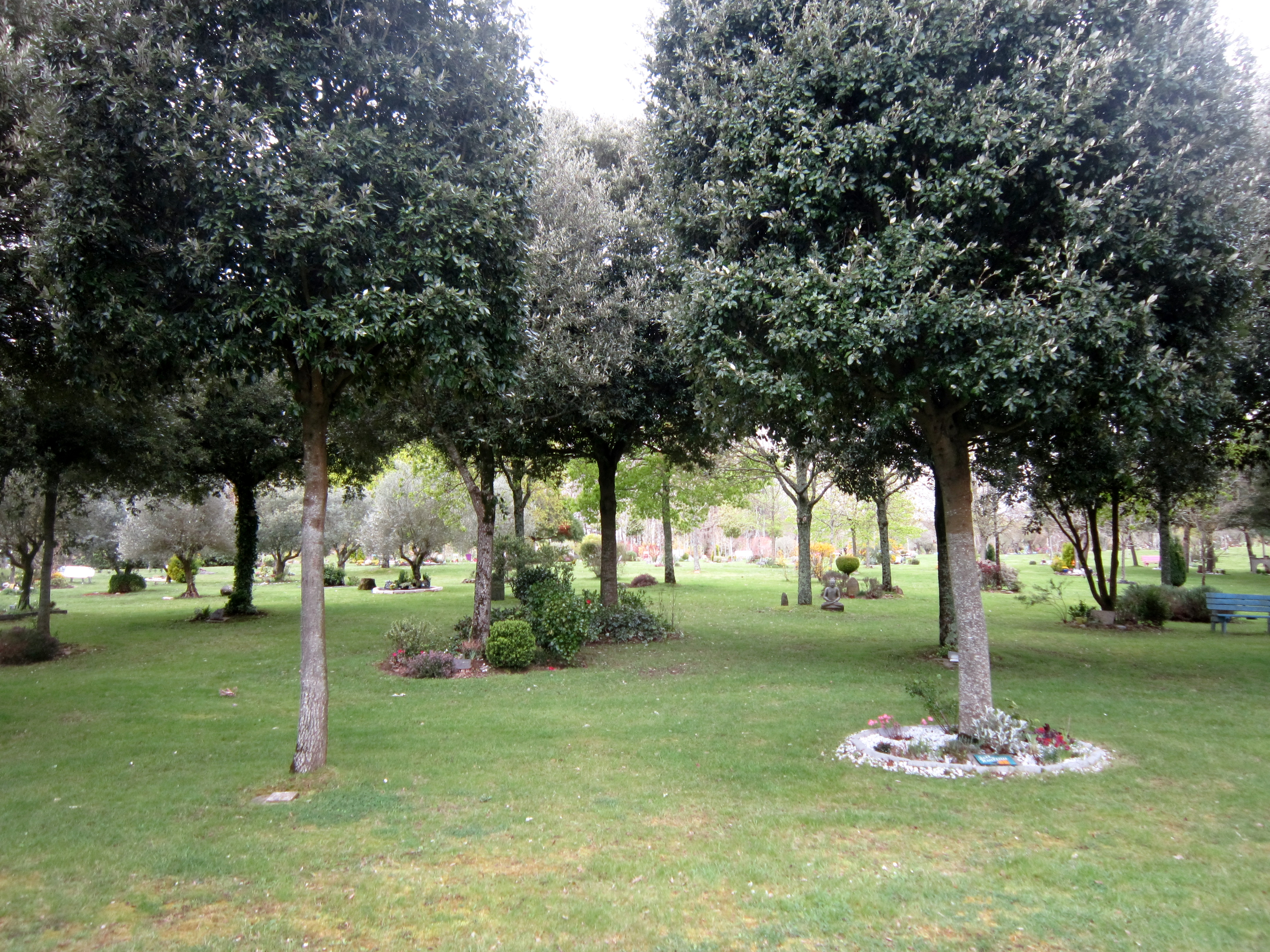
Les « Jardins de Mémoire », site cinéraire privé.